# Liste der Biografien/Hug
Liste der Biografien |
Portal Biografien |
Personensuche
# |
A |
B |
C |
D |
E |
F |
G |
H |
I |
J |
K |
L |
M |
N |
O |
P |
Q |
R |
S |
T |
U |
V |
W |
X |
Y |
Z |
?
 
Ha |
Hd |
He |
Hi |
Hj |
Hk |
Hl |
Hm |
Hn |
Ho |
Hr |
Hs |
Ht |
Hu |
Hv |
Hw |
Hy
 
Hua |
Hub |
Huc |
Hud |
Hue |
Huf |
Hug |
Huh |
Hui |
Huj |
Huk |
Hul |
Hum |
Hun |
Huo |
Hup |
Huq |
Hur |
Hus |
Hut |
Huu |
Huv |
Huw |
Hux |
Huy |
Huz
Die Liste der Biografien führt alle Personen auf, die in der deutschsprachigen Wikipedia einen Artikel haben. Dieses ist eine Teilliste mit 683 Einträgen von Personen, deren Namen mit den Buchstaben „Hug“ beginnt.

## Hug
- Hug, Adolphe (1923–2006), Schweizer Fussballspieler
- Hug, Alex (* 1943), Schweizer Organist, Komponist, Chorleiter
- Hug, Alexander (* 1975), schweizerischer Skibergsteiger
- Hug, Alfons (* 1950), deutscher Kurator, Kunstkritiker und Ausstellungsorganisator
- Hug, Andy (1964–2000), Schweizer Kampfsportler, Europa- und Weltmeister im Kickboxen, Thaiboxen und K-1
- Hug, Angèle (* 2000), französische Kanutin
- Hug, Annette (* 1970), Schweizer Schriftstellerin
- Hug, Armand (1910–1977), US-amerikanischer Jazzpianist, Arrangeur und Songwriter
- Hug, Arnold (1832–1895), Schweizer Altphilologe
- Hug, August (1875–1950), Schweizer katholischer Geistlicher und Altphilologe
- Hug, Barbara (1946–2005), Schweizer Anwältin
- Hug, Charles (1899–1979), Schweizer Maler und Buchillustrator
- Hug, Charlotte (* 1965), Schweizer Bratschistin und Zeichnerin
- Hug, Daniel (* 1968), amerikanischer Kunsthändler, Direktor der Art Cologne
- Hug, Dodo (* 1950), Schweizer Sängerin, Musikerin, Schauspielerin, Komödiantin und Singer-Songwriterin
- Hug, Ernst (1910–1979), Schweizer Eishockeyspieler
- Hug, Friedrich (1839–1911), deutscher Stiftungsverwalter und Politiker (Zentrum), MdR
- Hug, Fritz (1921–1989), Schweizer MalerFritz Hug (1921–1989)

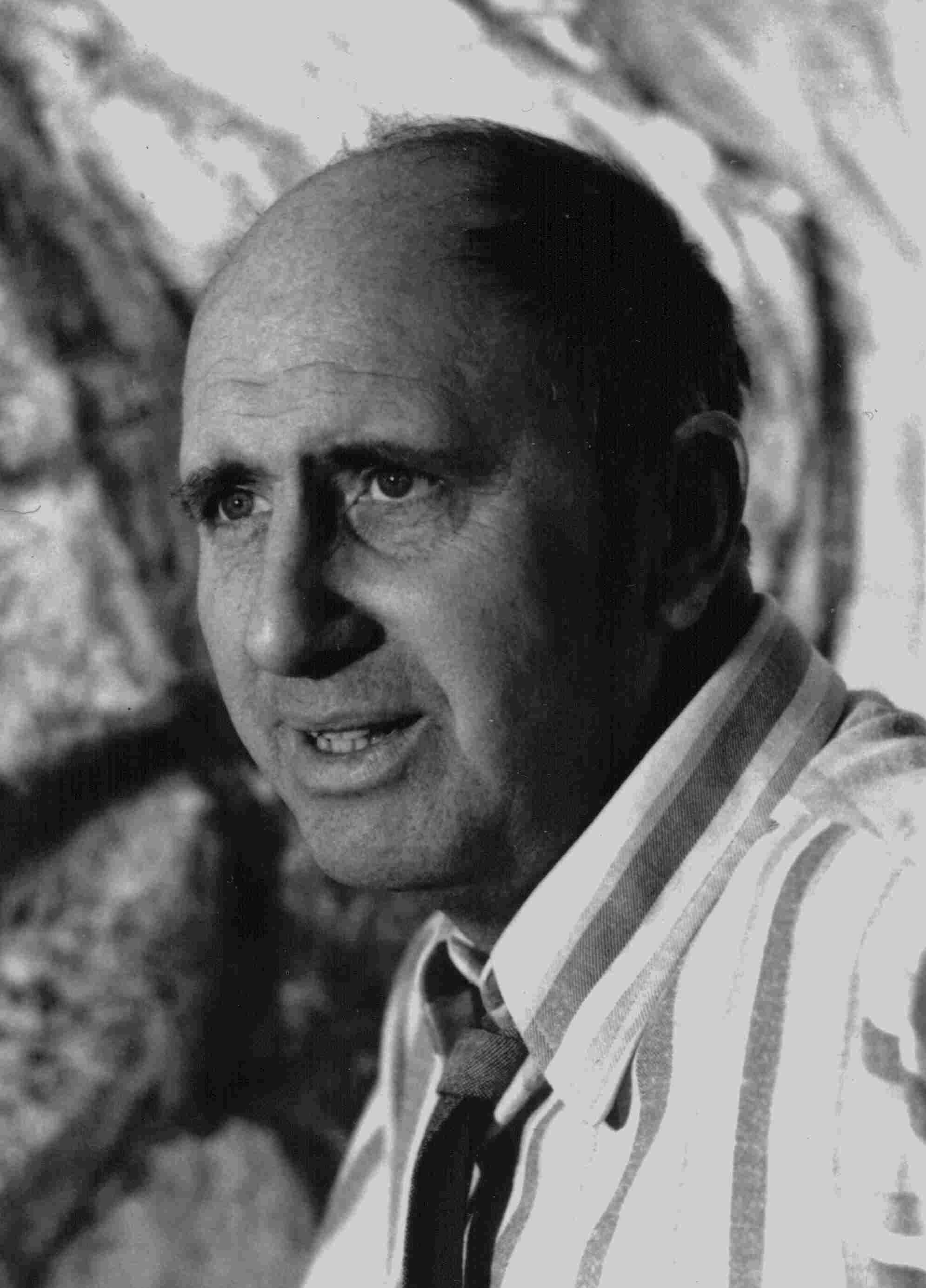
Fritz Hug (1921–1989)

- Hug, Gabriela (* 1979), schweizerische Elektroingenieurin
- Hug, Gary, US-amerikanischer Astronom
- Hug, Gerold (1958–2024), deutscher Journalist und Programmchef von SWR3
- Hug, Hans († 1534), Luzerner Schultheiss und Heerführer
- Hug, Hans († 1555), Luzerner Schultheiss und Gesandter
- Hug, Heiner (* 1946), Schweizer Journalist und Autor
- Hug, Heinrich, Ratsherr und Chronist
- Hug, Heinrich (1803–1833), erster Ehrenbürger des Kantons Basel-Landschaft
- Hug, Hermann (1825–1888), deutscher Revolutionär
- Hug, Johann Jakob (1801–1849), Schweizer Jurist und Politiker
- Hug, Johann Kaspar (1821–1884), Schweizer Lehrer, Mathematiker und Politiker
- Hug, Johann Leonhard (1765–1846), deutscher Theologe, Professor, Publizist
- Hug, Johannes, Geistlicher und Autor
- Hug, Josef (1903–1985), Schweizer Korbflechter, Hausierer und Schriftsteller
- Hug, Marcel (* 1986), Schweizer RollstuhlsportlerMarcel Hug (* 1986)

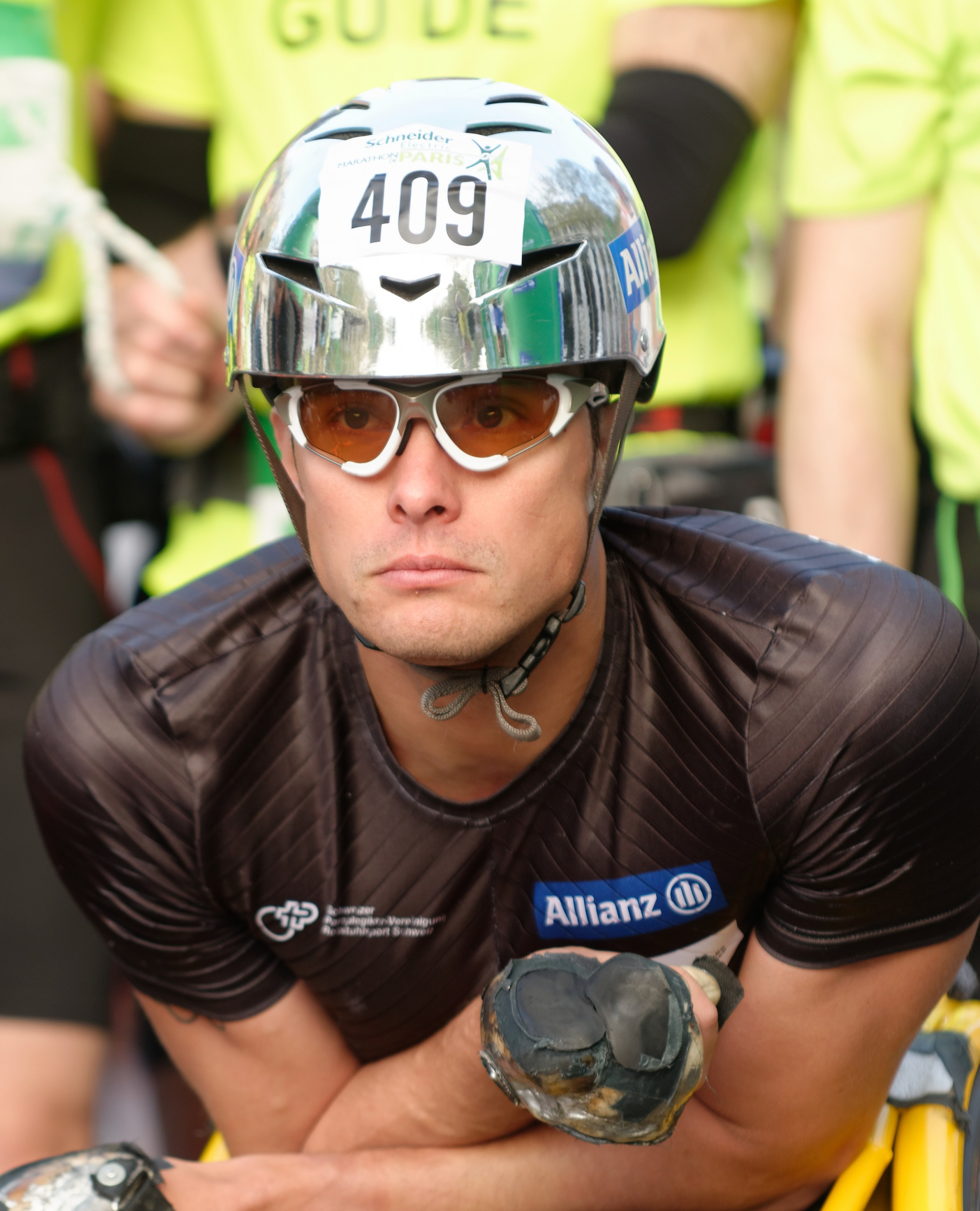
Marcel Hug (* 1986)

- Hug, Marie Therese (1911–2005), deutsche Prinzessin aus dem Hause Hohenzollern
- Hug, Michael (* 1959), Schweizer Reisereporter, Buchautor und Blogger
- Hug, Michael (* 1987), Schweizer Jurist und Politiker
- Hug, Nico (* 1998), deutscher Fußballspieler
- Hug, Nikolaus (1771–1852), badischer Maler, Kupferstecher und Radierer
- Hug, Oskar (1886–1968), Schweizer Arzt, Alpinist und Skipionier
- Hug, Otto (1913–1978), deutscher Strahlenbiologe
- Hug, Paul (1857–1934), deutscher Politiker (SPD)
- Hug, Paul (1895–1957), deutscher Politiker (SPD), MdBB
- Hug, Peter (* 1955), Schweizer Historiker
- Hug, Praxedis Geneviève (* 1984), Schweizer Pianistin
- Hug, Raimund (* 1935), deutscher katholischer Geistlicher und Kirchenmusiker
- Hug, Ralph (* 1954), Schweizer Publizist
- Hug, Reto (* 1975), Schweizer Triathlet
- Hug, Roger (1913–1996), französischer Fußballspieler und -trainer
- Hug, Roland (1936–2019), Schweizer Jazzmusiker (Trompete)
- Hug, Siegfried (1935–2020), deutscher Skilangläufer
- Hug, Tabea (* 2002), deutsche Schauspielerin
- Hug, Tim (* 1987), Schweizer Nordischer Kombinierer
- Hug, Tom (* 1998), deutscher Triathlet
- Hug, Walther (1898–1980), Schweizer Rechtswissenschafter
- Hug, Werner (* 1952), schweizerischer Schachspieler
- Hug, Wilhelm (1880–1966), deutscher Politiker (NSDAP), MdR
- Hug, Wolfgang (1931–2018), deutscher Historiker und Geschichtsdidaktiker
- Hug-Hellmuth, Hermine (1871–1924), österreichische PsychoanalytikerinHermine Hug-Hellmuth (1871–1924)

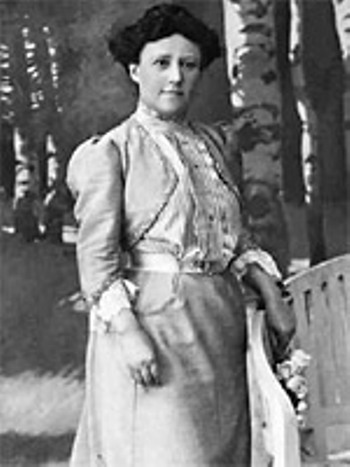
Hermine Hug-Hellmuth (1871–1924)

- Hug-Rüegger, Hedy (1901–1995), Schweizer Zahnärztin und Aktivistin für Frauenrechte
- Hug-Rütti, Praxedis (* 1958), Schweizer Harfenistin

### Huga
- Hugard, Pierre (1726–1761), französischer Komponist und Chorleiter
- Hugas, Ferd (1937–2025), niederländischer Schauspieler und Drehbuchautor
- Hugault, Romain (* 1979), französischer Zeichner und Grafiker

### Hugb
- Hugbert († 736), Herzog von Baiern
- Hugbert († 864), Herzog von Transjuranien
- Hugbert von Meißen († 1024), Bischof von Meißen

### Huge
- Hüge, Bernd-Dieter (1944–2000), deutscher Schriftsteller
- Hugeburc, Benediktinerin im Gefolge der heiligen Walburga
- Hugel (* 1987), französischer DJ und Musikproduzent
- Hügel, Adolph (1806–1887), Landtagsabgeordneter Großherzogtum Hessen
- Hügel, Albert von (1803–1865), württembergischer Rittergutsbesitzer
- Hügel, Carl von (1796–1870), österreichischer Diplomat, Reisender, Naturforscher und HortologeCarl von Hügel (1796–1870)

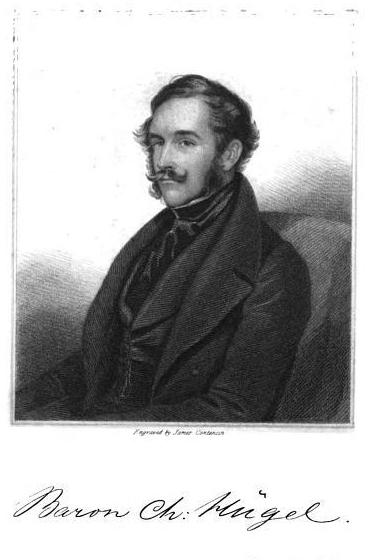
Carl von Hügel (1796–1870)

- Hügel, Christine (* 1950), deutsche Richterin
- Hügel, Edmund (1841–1908), österreichischer Politiker
- Hügel, Eduard (1816–1887), österreichischer Buchhändler, Verleger, Journalist und Kommunalpolitiker
- Hügel, Edwin (1919–1988), deutscher Politiker (FDP), MdL
- Hügel, Elias (1681–1755), Kaisersteinbrucher Hofsteinmetzmeister von Kaiser Karl VI., Kirchenbaumeister des Stiftes Heiligenkreuz und Richter in Kaisersteinbruch
- Hügel, Ernst von (1774–1849), württembergischer Generalleutnant und Staatsminister
- Hügel, Franz, deutscher Fußballtorhüter
- Hügel, Friedrich von (1852–1925), österreichisch-britischer religiöser Autor, katholischer Theologe und christlicher Apologet
- Hügel, Gustav (1871–1953), österreichischer Eiskunstläufer
- Hügel, Hanns F. (1951–2017), österreichischer Jurist
- Hügel, Hans-Otto (* 1944), deutscher Literat und Hochschullehrer
- Hügel, Heinrich von (1828–1899), deutscher Architekt und Eisenbahn-Bauunternehmer
- Hügel, Herbert (1905–1988), deutscher Apotheker und Chefredakteur
- Hügel, Ilka (* 1952), deutsche Schauspielerin, Regisseurin und Hörspielsprecherin
- Hügel, Johann Aloys Josef von (1753–1825), Diplomat, Staatsmann und kaiserlicher Konkommissarius
- Hügel, Johann Gallus (1664–1719), deutsch-österreichischer Steinmetzmeister des Barock
- Hugel, Jörg (1938–2022), deutscher Elektroingenieur und Hochschullehrer
- Hugel, Karl (1865–1937), deutscher Schneider und Politiker (SPD), MdR
- Hügel, Karl Eugen von (1805–1870), deutscher Politiker und württembergischer Diplomat und Außenminister
- Hügel, Kaspar (* 1906), österreichischer Pädagoge und Oberschulrat für das deutschsprachige Schulwesen Rumäniens während des Zweiten Weltkriegs
- Hügel, Otto von (1853–1928), württembergischer General der Infanterie im Ersten Weltkrieg
- Hügel, Volker Maria (1952–2022), deutscher Sozialpädagoge und Menschenrechtler
- Hügel-Marshall, Ika (1947–2022), deutsche Schriftstellerin, Pädagogin und Aktivistin der afrodeutschen Bewegung
- Hugelmann, Karl Gottfried (1879–1959), österreichischer Rechtswissenschaftler und Politiker (CSP), Mitglied des Bundesrates
- Hugelmann, Karl Heinrich (1844–1930), österreichischer Jurist, Statistiker und Historiker
- Hugelmann, Oskar (1891–1967), österreichischer Bühnen- und Filmschauspieler
- Hugelmann, Wolf-Dieter (1944–2002), österreichischer Journalist, PR-Berater
- Hugelshofer, Walter (1899–1987), Schweizer Kunsthistoriker und Autor
- Hugenberg, Alfred (1865–1951), deutscher Montan-, Rüstungs- und Medienunternehmer, Politiker (DNVP), MdRAlfred Hugenberg (1865–1951)

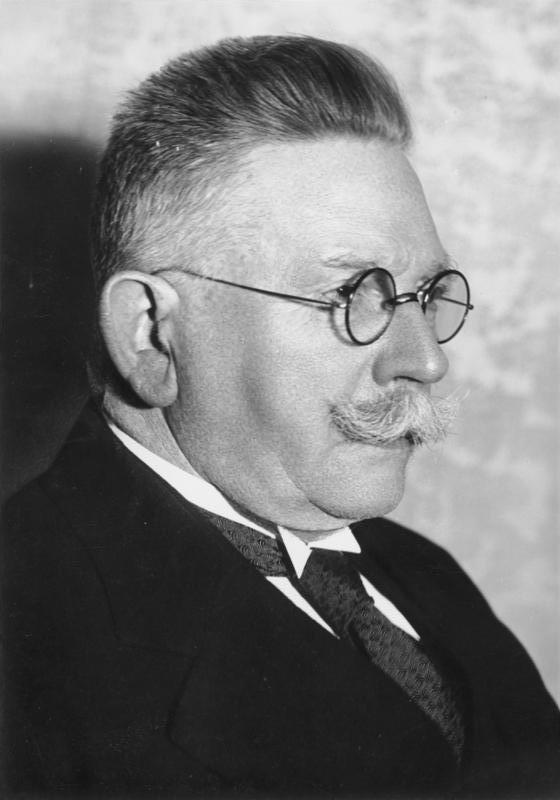
Alfred Hugenberg (1865–1951)

- Hugenberg, Carl (1836–1882), preußischer Verwaltungsjurist und Politiker
- Hugendubel, Heinrich (1936–2005), deutscher Buchhändler
- Hugendubel, Nina (* 1970), deutsche Buchhändlerin
- Hugenholtz, Arina (1847–1934), niederländische Malerin
- Hugenholtz, Hans (1914–1995), niederländischer Rennstreckenplaner und Motorsportfunktionär
- Hugenholtz, Hans Junior (* 1950), niederländischer Automobilrennfahrer und Unternehmer
- Hugenholtz, Nicolaas Marinus (* 1924), niederländischer Physiker
- Hugenholtz, Philip, Mikrobiologe, Evolutionsbiologe, Bioinformatiker
- Hugens, Jan (1939–2011), niederländischer Radrennfahrer
- Hugenschmidt, Arthur (1862–1929), französischer Zahnmediziner
- Hugenschmidt, Egon (1925–2010), deutscher Jurist, Politiker und Oberbürgermeister von Lörrach (1960–1984)
- Hugenschmidt, Manfred (* 1940), deutscher Physiker
- Hugentobler, Jakob (1885–1966), Schweizer Konservator und Autor
- Hugentobler, Johannes (1897–1955), Schweizer Maler und Architekt
- Hugentobler, John (* 1957), Schweizer Radrennfahrer
- Hugentobler, Michael (* 1975), Schweizer Schriftsteller und Journalist
- Hugentobler, Michael (* 1981), Schweizer Politiker (CVP)
- Hugentobler, Urs (* 1959), Schweizer Astronom und Geophysiker
- Hüger, August (1842–1920), preußischer Generalmajor
- Huger, Benjamin (1768–1823), US-amerikanischer Politiker
- Huger, Benjamin (1805–1877), Generalmajor im konföderierten Heer
- Huger, Bruno (* 1962), französischer Radrennfahrer
- Huger, Daniel (1742–1799), US-amerikanischer Politiker
- Huger, Daniel Elliott (1779–1854), US-amerikanischer Politiker (Demokratische Partei)
- Hüger, Eduard (1826–1895), preußischer Landrat im Kreis Zell
- Hüger, Linus (* 2003), deutscher Volleyballspieler
- Hügerich, Andreas (* 1983), deutscher Kommunalpolitiker (SPD)
- Hugershoff, Reinhard (1882–1941), deutscher Geodät und Hochschullehrer
- Huges, Johan (1904–1986), niederländischer Ruderer

### Hugg
- Hugg, Sara (* 1973), schwedische Skilangläuferin
- Huggan, Thomas († 1788), britischer Seemann, Schiffsarzt
- Huggel, Benjamin (* 1977), Schweizer FußballspielerBenjamin Huggel (* 1977)

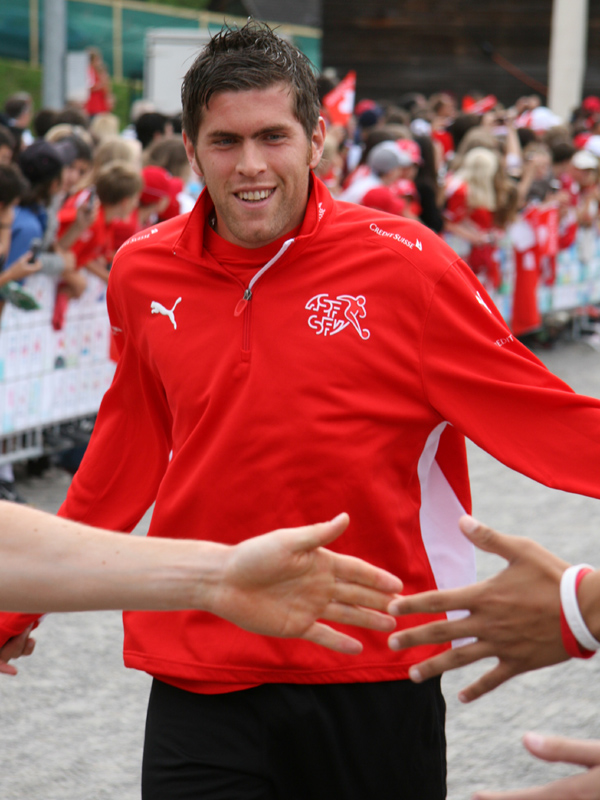
Benjamin Huggel (* 1977)

- Huggelmeier, Maurus († 1554), Abt des Benediktinerklosters Liesborn (1550–1554)
- Huggenberger, Alfred (1867–1960), Schweizer Schriftsteller
- Huggenberger, Josef (1865–1945), deutscher Archivar
- Hugger, Paul (1930–2016), Schweizer Volkskundler und Publizist
- Huggett, Brian (1936–2024), walisischer Golfer
- Huggett, Chris (1949–2020), britischer Ingenieur und Designer
- Huggett, Monica (* 1953), britische Violinistin und Musikpädagogin
- Huggett, Susan (* 1954), simbabwische Hockeyspielerin
- Huggins, Austin (* 1970), Fußballspieler von St. Kitts und Nevis
- Huggins, Charles Brenton (1901–1997), kanadisch-US-amerikanischer Chirurg
- Huggins, David (* 1959), britischer Autor und Illustrator
- Huggins, Godfrey, 1. Viscount Malvern (1883–1971), rhodesischer Arzt und Politiker
- Huggins, Jackie (* 1956), australische indigene Autorin, Historikerin und Aktivistin
- Huggins, James L., US-amerikanischer Offizier, Generalleutnant der US-Army
- Huggins, Jermahd (* 2006), Leichtathlet aus St. Kitts und Nevis
- Huggins, Margaret Lindsay (1848–1915), irische Astronomin
- Huggins, Maurice L. (1897–1981), US-amerikanischer Chemiker
- Huggins, Miller (1878–1929), US-amerikanischer Baseballspieler und -trainer
- Huggins, Robert A. (* 1929), amerikanischer Physiker und Werkstoffwissenschaftler, Hochschullehrer
- Huggins, Roger (* 1967), britischer Basketballspieler
- Huggins, Roy (1914–2002), US-amerikanischer Schriftsteller
- Huggins, William (1820–1884), britischer Maler
- Huggins, William (1824–1910), britischer Astronom und Physiker
- Huggle, Josef (1903–1979), deutscher Jurist
- Huggler, Arnold (1894–1988), Schweizer Bildhauer
- Huggler, August (1877–1944), Schweizer Gewerkschaftsfunktionär und Politiker
- Huggler, Kazu (* 1969), schweizerisch-japanische Modedesignerin
- Huggler, Kurt (* 1945), Schweizer Skirennläuferin
- Huggler, Max (1903–1994), Schweizer Kunsthistoriker
- Huggler-Wyss, Hans (1877–1947), Schweizer Bildhauer
- Huggo Martin, Víctor, mexikanischer Film- und Fernsehschauspieler

### Hugh
- Hugh († 1188), schottischer Geistlicher
- Hugh Bigod, englischer Adliger, Justiciar von England
- Hugh Bigod, 1. Earl of Norfolk, englischer Magnat
- Hugh Bigod, 3. Earl of Norfolk, englischer Magnat
- Hugh d’Aubigny, 5. Earl of Arundel († 1243), englischer Magnat
- Hugh d’Avranches, 1. Earl of Chester († 1101), Barone des frühen normannischen England
- Hugh de Audley, 1. Earl of Gloucester († 1347), englischer Adliger, Höfling und Militär
- Hugh de Freyne, englischer Ritter
- Hugh de Kevelioc, 3. Earl of Chester (1147–1181), anglo-normannischer Adeliger
- Hugh de Puiset († 1195), Bischof von Durham, Earl of Northumbria
- Hugh le Despenser (1286–1326), englischer Politiker und HöflingHugh le Despenser (1286–1326)

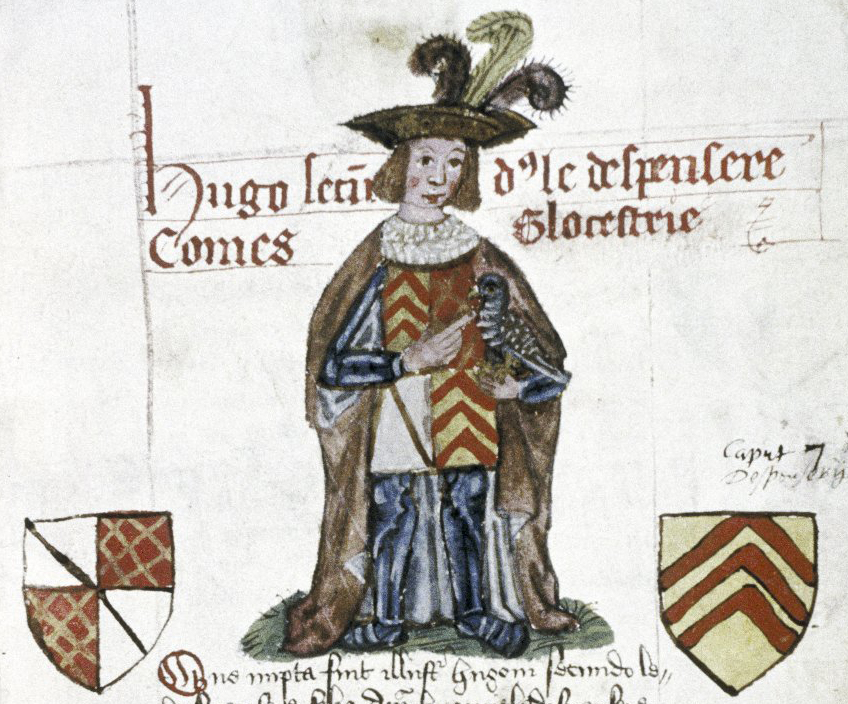
Hugh le Despenser (1286–1326)

- Hugh le Despenser, 1. Baron le Despenser († 1265), englischer Adliger, Großjusticiar von England
- Hugh le Despenser, 1. Baron le Despenser († 1349), englischer Adliger
- Hugh le Despenser, 1. Earl of Winchester (1261–1326), englischer Magnat, Militär und Diplomat
- Hugh of Beaulieu († 1223), englischer Ordensgeistlicher, Abt von Beaulieu Abbey und Bischof von Carlisle
- Hugh of Bennum, schottischer Geistlicher
- Hugh of Montgomery, 2. Earl of Shrewsbury († 1098), anglo-normannischer Adliger
- Hugh of Northwold († 1254), englischer Ordensgeistlicher
- Hugh of Roxburgh († 1199), schottischer Geistlicher und Minisrer
- Hugh of Wells († 1235), englischer Geistlicher und Beamter, Bischof von Lincoln
- Hugh Tyrrel († 1199), anglonormannischer Adliger und Militär; Seigneur de Poix; Baron of Castleknock
- Hugh von Lincoln, angebliches RitualmordopferHugh of Lincoln

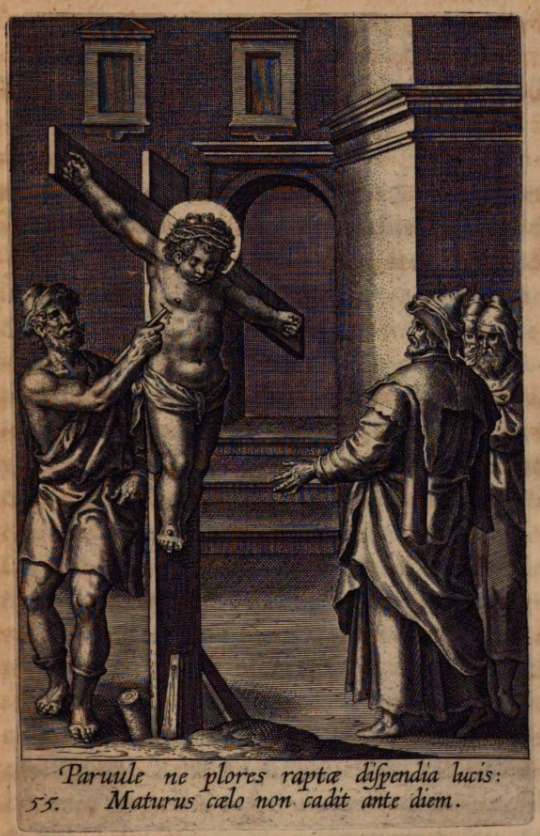
Hugh of Lincoln

- Hugh-Sam, Maurice (* 1955), jamaikanischer Radrennfahrer
- Hughan, Oxley (1907–1992), neuseeländischer Produzent und Regisseur von Dokumentarfilmen
- Hughart, Barry (1934–2019), US-amerikanischer Fantasy-Autor
- Hughes, Aaron (* 1979), nordirischer Fußballspieler
- Hughes, Adam (* 1982), australischer Fußballspieler
- Hughes, Albert (* 1972), amerikanischer Filmregisseur, Drehbuchautor und Produzent
- Hughes, Alfred (1868–1935), britischer Segler
- Hughes, Alfred Clifton (* 1932), US-amerikanischer Geistlicher, emeritierter römisch-katholischer Erzbischof von New Orleans
- Hughes, Alice (1857–1939), britische Society-Fotografin
- Hughes, Allen (* 1972), amerikanischer Filmregisseur, Produzent und Drehbuchautor
- Hughes, André (* 1985), deutscher Baseballspieler
- Hughes, Ann (* 1960), britische Judoka
- Hughes, Anthony, Lord Hughes of Ombersley (* 1948), englischer Jurist und ehemaliger Richter am Obersten Gerichtshof des Vereinigten Königreichs
- Hughes, Arthur (1832–1915), britischer Illustrator und Maler
- Hughes, Arthur (1902–1949), britischer römisch-katholischer Erzbischof und vatikanischer Diplomat
- Hughes, Barnard (1915–2006), US-amerikanischer Schauspieler
- Hughes, Benji (* 1975), US-amerikanischer Indie-Rock-Sänger
- Hughes, Beverley, Baroness Hughes of Stretford (* 1950), britische Politikerin der Labour Party, Mitglied des House of Lords
- Hughes, Bill (1930–2018), US-amerikanischer Jazzmusiker
- Hughes, Billy (1862–1952), australischer Politiker und PremierministerBilly Hughes (1862–1952)

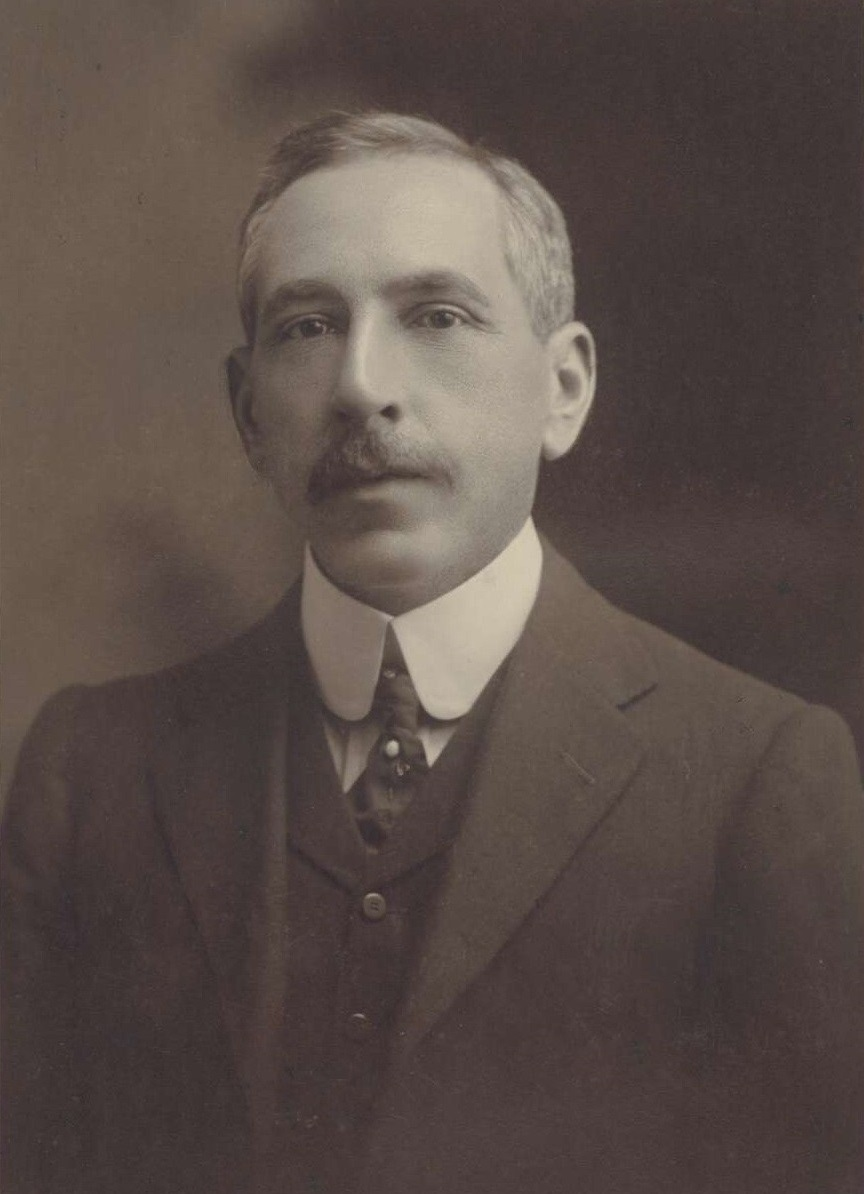
Billy Hughes (1862–1952)

- Hughes, Brent (* 1943), kanadischer Eishockeyspieler
- Hughes, Brent (* 1966), kanadischer Eishockeyspieler und -trainer
- Hughes, Brian (* 1958), US-amerikanischer Dirigent und Musikpädagoge
- Hughes, Bronwen (* 1967), kanadische Filmregisseurin, Produzentin und Drehbuchautorin
- Hughes, Bryan (* 1976), englischer Fußballspieler und -trainer
- Hughes, Buddy (1919–2010), US-amerikanischer Jazzsänger
- Hughes, Cameron (* 1972), australischer Radrennfahrer
- Hughes, Caoilinn (* 1985), irische Dichterin und Schriftstellerin
- Hughes, Charles (1822–1887), US-amerikanischer Jurist und Politiker
- Hughes, Charles Evans (1862–1948), US-amerikanischer Politiker und Jurist
- Hughes, Charles Evans junior (1889–1950), US-amerikanischer Jurist und United States Solicitor General
- Hughes, Charles Frederick (1866–1934), US-amerikanischer Admiral
- Hughes, Charles J. (1853–1911), US-amerikanischer Politiker (Demokratische Partei)
- Hughes, Charlotte (1877–1993), britische Altersrekordlerin
- Hughes, Chris (* 1954), britischer Schlagzeuger, Percussionist und Musikproduzent
- Hughes, Chris (* 1983), US-amerikanischer UnternehmerChris Hughes (* 1983)

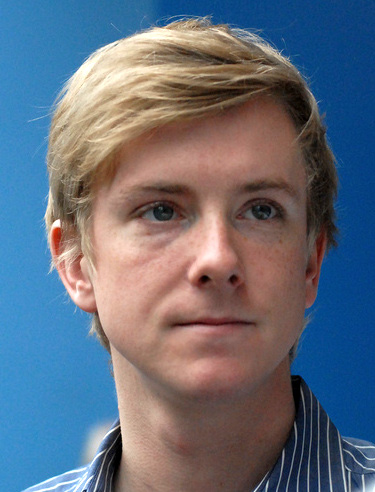
Chris Hughes (* 1983)

- Hughes, Chuck (1943–1971), US-amerikanischer American-Football-Spieler und -Trainer
- Hughes, Clara (* 1972), kanadische Radfahrerin und Eisschnellläuferin
- Hughes, Cledwyn, Baron Cledwyn of Penrhos (1916–2001), britischer Politiker, Mitglied des House of Commons, Mitglied des House of Lords
- Hughes, Darren (* 1965), englischer Fußballspieler
- Hughes, David (1930–2005), englischer Schriftsteller
- Hughes, David (1941–2022), britischer Astronom und Weltraumphysiker
- Hughes, David Edward (1831–1900), britisch-amerikanischer Konstrukteur und Erfinder
- Hughes, Davis (1910–2003), australischer Politiker, Minister, Mitglied der Legislativversammlung von New South Wales
- Hughes, Declan (* 1963), irischer Autor, Dramatiker und Drehbuchautor
- Hughes, Declan (* 1973), nordirischer Snookerspieler
- Hughes, Dennis (* 1937), englischer Snookerspieler
- Hughes, Donald J. (1915–1960), US-amerikanischer Physiker
- Hughes, Dorothy B. (1904–1993), US-amerikanische Kriminalschriftstellerin und Literaturkritikerin
- Hughes, Dudley Mays (1848–1927), US-amerikanischer Politiker
- Hughes, E. R. (1883–1956), britischer Sinologe und Missionar
- Hughes, Edna (1916–1990), britische Schwimmerin
- Hughes, Edward (1720–1794), britischer Admiral
- Hughes, Edward David (1906–1963), britischer Chemiker
- Hughes, Edward Robert (1851–1914), englischer Maler
- Hughes, Edward Thomas (1920–2012), US-amerikanischer Geistlicher, römisch-katholischer Bischof von Metuchen
- Hughes, Eleanor (1882–1959), neuseeländisch-englische Malerin
- Hughes, Elisha (* 1959), antiguanischer Radrennfahrer
- Hughes, Elizabeth Phillips (1851–1925), walisisch-britische Wissenschaftlerin, College-Leiterin und Förderin von Frauenbildung
- Hughes, Ella (* 1995), englische PornodarstellerinElla Hughes (* 1995)

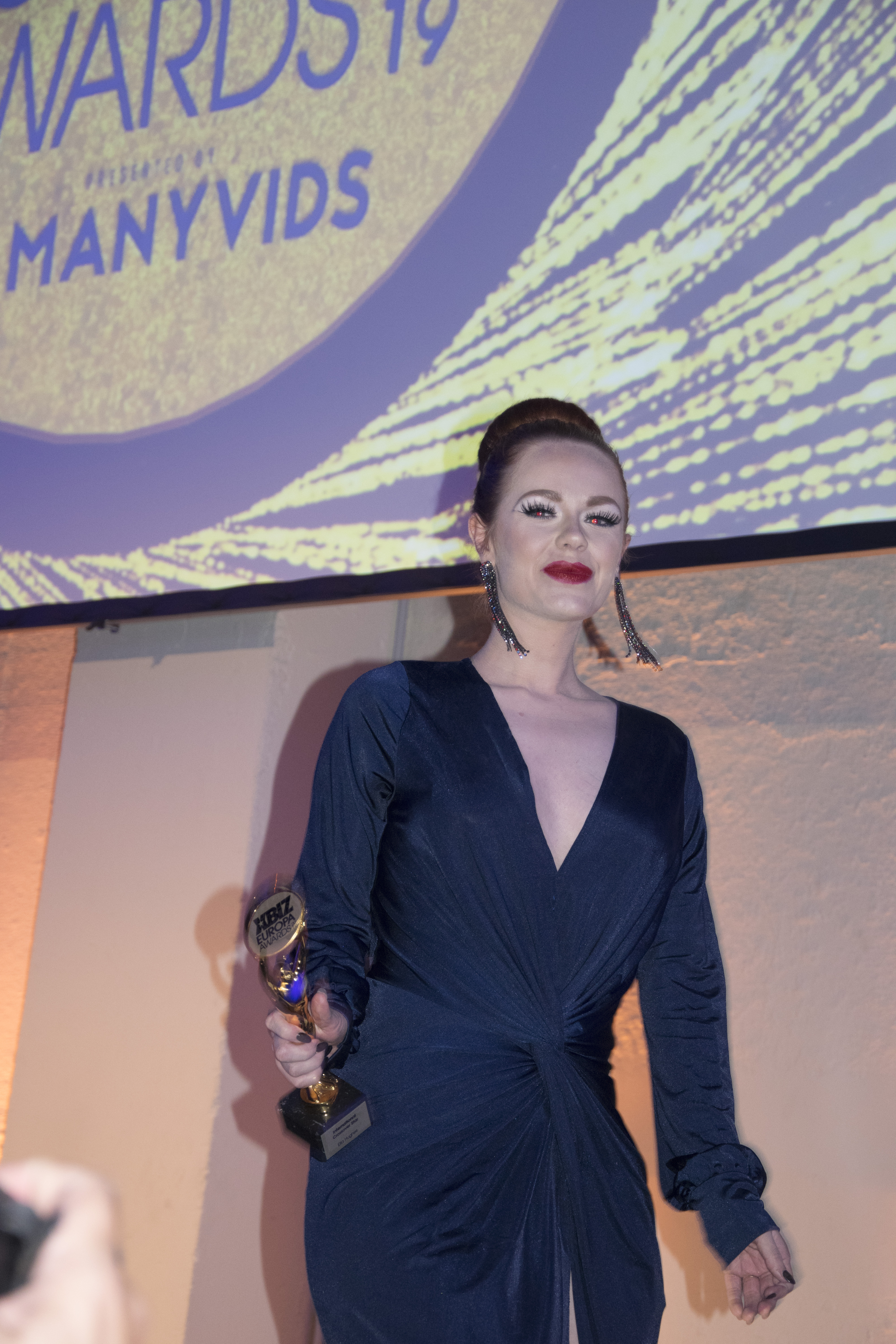
Ella Hughes (* 1995)

- Hughes, Ellen Kent (1893–1979), australische Ärztin und Stadträtin
- Hughes, Emily (* 1989), US-amerikanische Eiskunstläuferin
- Hughes, Emlyn (1947–2004), englischer Fußballspieler und -trainer
- Hughes, Emrys (1894–1969), walisischer Politiker, Mitglied des House of Commons
- Hughes, Eugene (* 1955), irischer Snookerspieler
- Hughes, Everett Cherrington (1897–1983), US-amerikanischer Soziologe
- Hughes, Finola (* 1959), britische Schauspielerin
- Hughes, Fiona-Elizabeth (* 1990), britische Skilangläuferin
- Hughes, Francis (1956–1981), nordirischer Widerstandskämpfer und Hungerstreikender
- Hughes, Frank (1881–1942), US-amerikanischer Sportschütze
- Hughes, Frank E. (1893–1947), US-amerikanischer Artdirector und Szenenbildner
- Hughes, Frank John (* 1967), US-amerikanischer Schauspieler
- Hughes, Frederick (1866–1956), britischer Segler
- Hughes, Geoffrey (1944–2012), britischer Schauspieler
- Hughes, George Edward (1918–1994), nordirisch-neuseeländischer Philosoph und Logiker
- Hughes, George Wurtz (1806–1870), US-amerikanischer Politiker
- Hughes, Geraldine (* 1970), nordirische Schauspielerin
- Hughes, Glenn (1894–1964), US-amerikanischer Theaterwissenschaftler, Bühnenautor, Hochschullehrer und Intendant
- Hughes, Glenn (* 1951), britischer Rockmusiker
- Hughes, Harold (1922–1996), US-amerikanischer Politiker (Demokratische Partei) und der 36. Gouverneur des Bundesstaates Iowa (1963–1969)
- Hughes, Harold E. († 1985), US-amerikanischer Politiker
- Hughes, Harry (1926–2019), US-amerikanischer Politiker, Gouverneur von Maryland
- Hughes, Hatcher (1881–1945), US-amerikanischer Dramatiker und Theaterregisseur
- Hughes, Hector (1887–1970), schottischer Politiker, Mitglied des House of Commons
- Hughes, Henry, US-amerikanischer Filmemacher
- Hughes, Howard (1905–1976), US-amerikanischer Unternehmer und LuftfahrtpionierHoward Hughes (1905–1976)

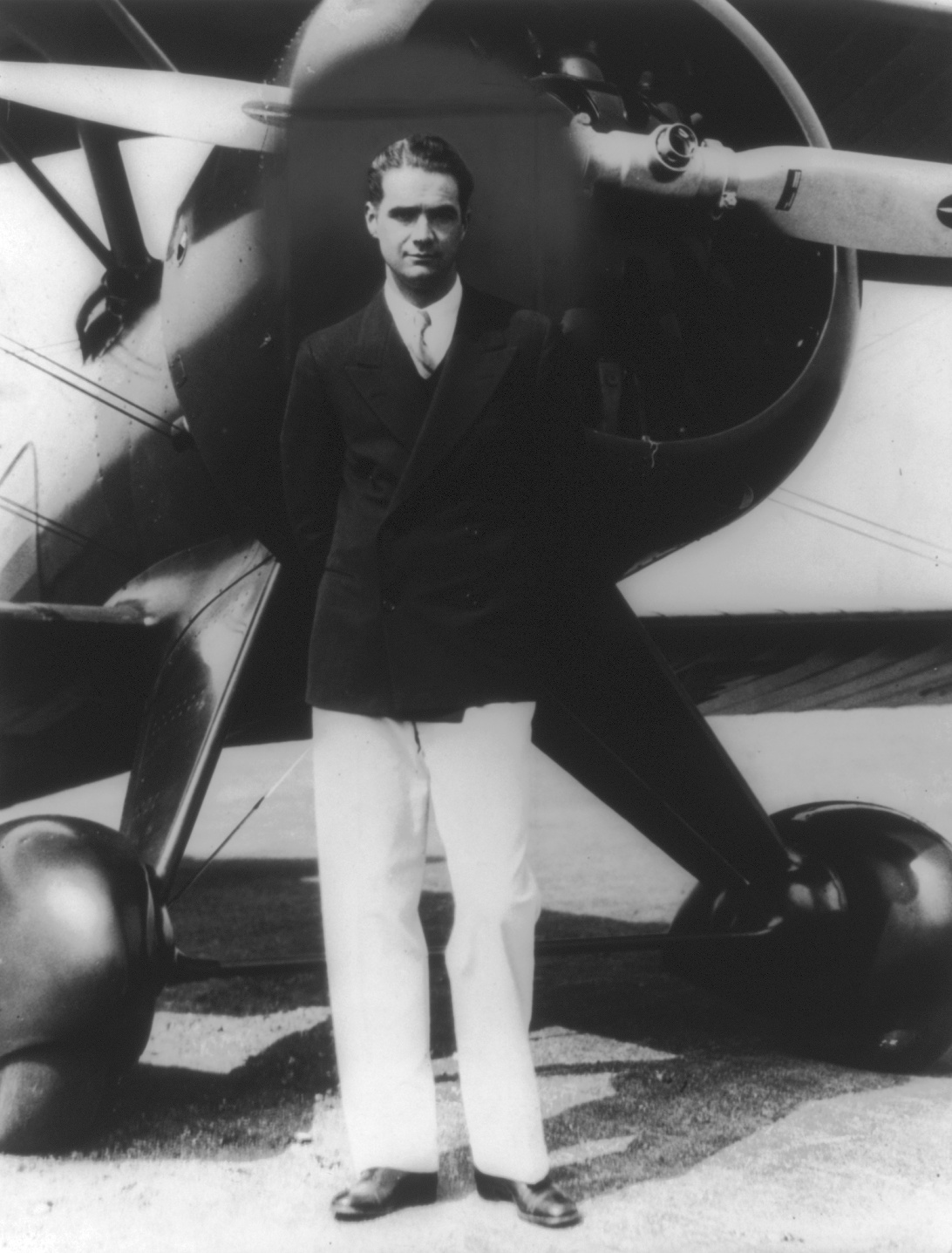
Howard Hughes (1905–1976)

- Hughes, Howard Robard Sr. (1869–1924), US-amerikanischer Geschäftsmann
- Hughes, Hubert (1933–2021), anguillanischer Politiker, Chief Minister
- Hughes, Hugh Llewellyn Glyn (1892–1973), britischer Militärarzt
- Hughes, Ian (* 1969), neuseeländischer Schauspieler, Filmregisseur und Drehbuchautor
- Hughes, Isaiah Harris (1813–1891), englischer Zauberkünstler
- Hughes, J. Anthony (1904–1970), US-amerikanischer Theater- und Film-Schauspieler sowie Radiosprecher
- Hughes, Jack (* 1957), US-amerikanischer Eishockeyspieler
- Hughes, Jack (* 2001), US-amerikanischer EishockeyspielerJack Hughes (* 2001)

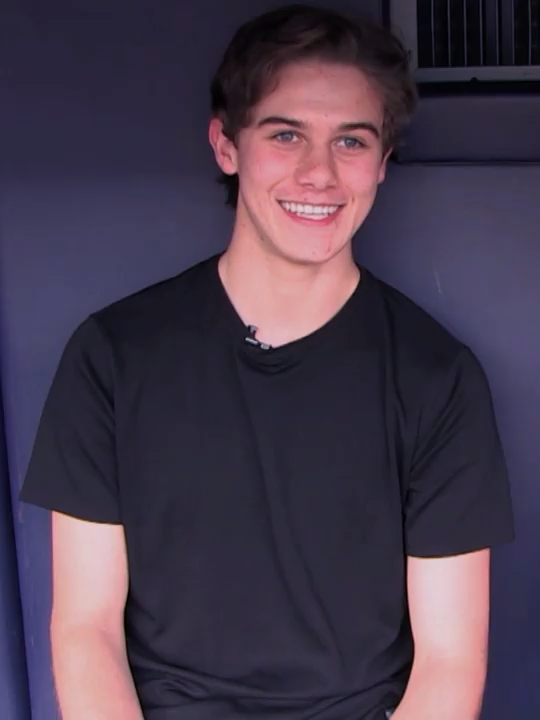
Jack Hughes (* 2001)

- Hughes, Jake (* 1994), britischer Automobilrennfahrer
- Hughes, James (1823–1873), US-amerikanischer Jurist und Politiker
- Hughes, James A. (1861–1930), US-amerikanischer Politiker
- Hughes, James D. (1922–2024), US-amerikanischer Offizier, General der US Air Force
- Hughes, James F. (1883–1940), US-amerikanischer Politiker
- Hughes, James H. (1867–1953), US-amerikanischer Politiker der Demokratischen Partei
- Hughes, James Madison (1809–1861), US-amerikanischer Politiker
- Hughes, Jamie (* 1977), englischer Fußballspieler
- Hughes, Jamie (* 1986), englischer Dartspieler
- Hughes, Janis (* 1958), schottische Politikerin
- Hughes, Jarryd (* 1995), australischer Snowboarder
- Hughes, Jason (* 1971), britischer Schauspieler
- Hughes, Jerry (* 1988), US-amerikanischer American-Football-Spieler
- Hughes, Jesse (* 1972), US-amerikanischer MusikerJesse Hughes (* 1972)

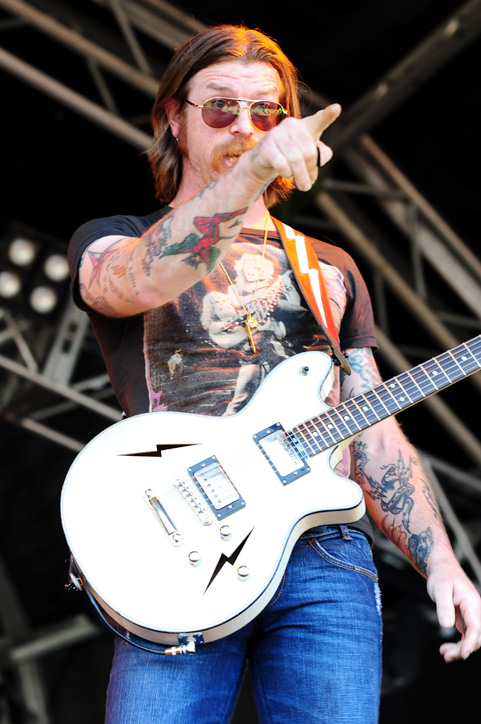
Jesse Hughes (* 1972)

- Hughes, Jimmy (1918–1979), englischer Fußballspieler
- Hughes, Jimmy (* 1938), amerikanischer Sänger
- Hughes, Joan (1918–1993), englische Pilotin und Stuntwoman
- Hughes, Jobie (* 1980), US-amerikanischer Schriftsteller
- Hughes, Joe Guitar (1937–2003), US-amerikanischer Blues-Gitarrist
- Hughes, Joey (* 1984), australischer Eishockeyspieler
- Hughes, John (1815–1889), walisischer Fabrikant
- Hughes, John (1882–1954), US-amerikanischer Szenenbildner
- Hughes, John (* 1942), britischer Pharmakologe
- Hughes, John (1950–2009), US-amerikanischer Filmregisseur, -produzent und Drehbuchautor
- Hughes, John (* 1950), irischer Musiker und Talentmanager
- Hughes, John (* 1954), kanadischer Eishockeyspieler
- Hughes, John (* 1972), amerikanischer Jazz- und Improvisationsmusiker (Kontrabass, Komposition)
- Hughes, John (* 1988), austro-kanadischer Eishockeyspieler
- Hughes, John (* 1989), US-amerikanischer American-Football-Spieler
- Hughes, John Joseph (1797–1864), römisch-katholischer Erzbischof
- Hughes, Joseph (1905–1960), irischer Politiker, Teachta Dála
- Hughes, Karen (* 1956), US-amerikanische Politikerin
- Hughes, Kathleen (1928–2025), US-amerikanische Schauspielerin
- Hughes, Kathleen Winifred (1926–1977), englische Historikerin
- Hughes, Ken (1922–2001), britischer Filmregisseur und Drehbuchautor
- Hughes, Kenmore (* 1970), antiguanischer Leichtathlet
- Hughes, Kent (* 1970), kanadischer Eishockeyfunktionär
- Hughes, Kevin (1952–2006), britischer Politiker (Labour), Mitglied des House of Commons
- Hughes, L. C. (1842–1915), US-amerikanischer Politiker
- Hughes, Langston (1902–1967), US-amerikanischer SchriftstellerLangston Hughes (1902–1967)

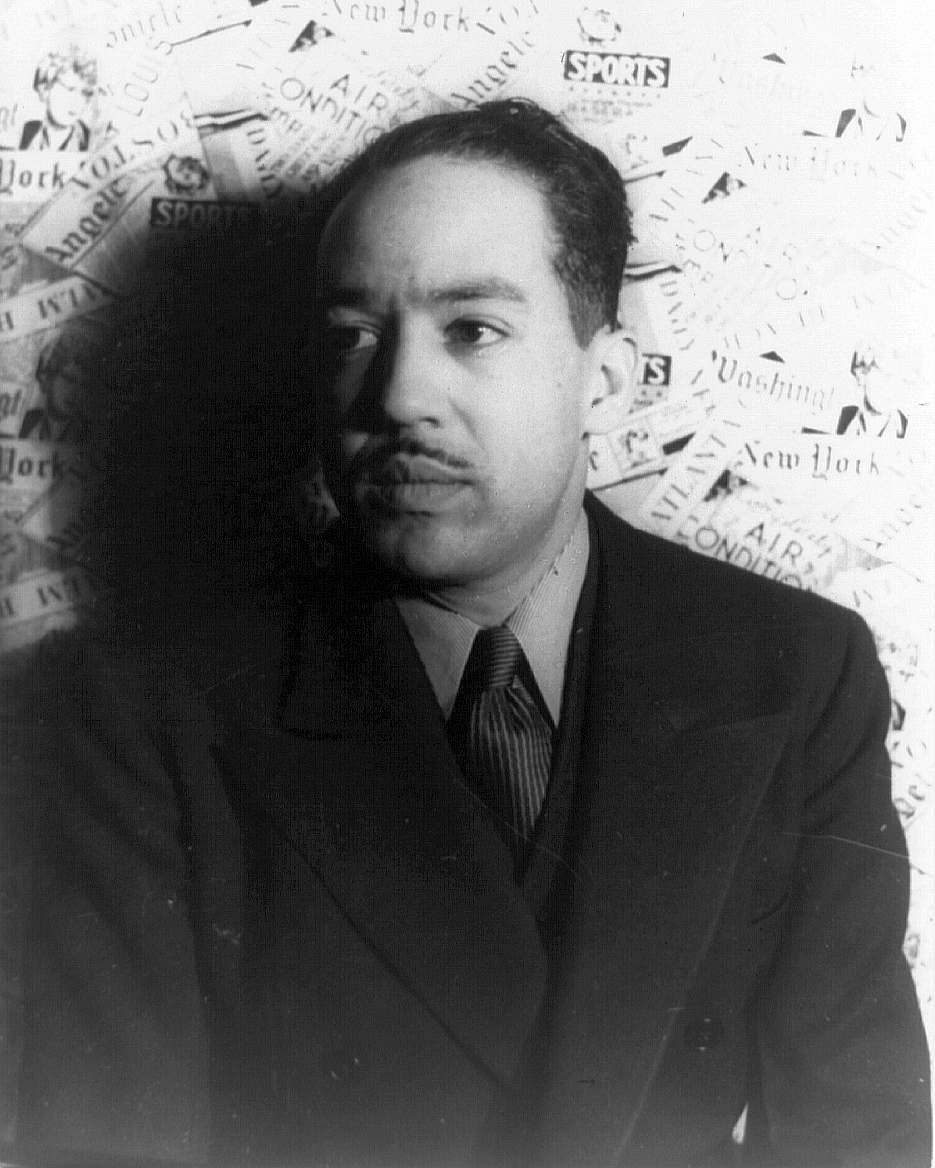
Langston Hughes (1902–1967)

- Hughes, Larry (* 1979), US-amerikanischer Basketballspieler
- Hughes, Laura (1886–1966), kanadische Frauenrechts- und Friedensaktivistin
- Hughes, Laurie (1924–2011), englischer Fußballspieler
- Hughes, Lee (* 1976), englischer Fußballspieler
- Hughes, Lloyd (1897–1958), US-amerikanischer Schauspieler
- Hughes, Lloyd (1912–1994), australischer Politiker
- Hughes, Louis R. (* 1949), US-amerikanischer Manager
- Hughes, Luke (* 2003), US-amerikanischer Eishockeyspieler
- Hughes, Luther (* 1946), US-amerikanischer Jazzmusiker
- Hughes, Marjorie (* 1925), amerikanische Sängerin
- Hughes, Mark (1956–2000), US-amerikanischer Unternehmer
- Hughes, Mark (* 1963), walisischer Fußballspieler und -trainer
- Hughes, Mark (* 1986), englischer Fußballspieler
- Hughes, Mary Beth (1919–1995), US-amerikanische Schauspielerin
- Hughes, Matt (* 1973), US-amerikanischer Kampfsportler
- Hughes, Matthew (* 1989), kanadischer Hindernisläufer
- Hughes, Matthew Lee (* 1978), walisischer Badmintonspieler
- Hughes, Megan (* 1977), britische Radsportlerin
- Hughes, Michael (* 1971), nordirischer Fußballspieler und -trainer
- Hughes, Mike (1956–2020), amerikanischer Stuntman
- Hughes, Mike (* 1959), kanadischer Ruderer
- Hughes, Mike (* 1997), US-amerikanischer Footballspieler
- Hughes, Miko (* 1986), US-amerikanischer SchauspielerMiko Hughes (* 1986)

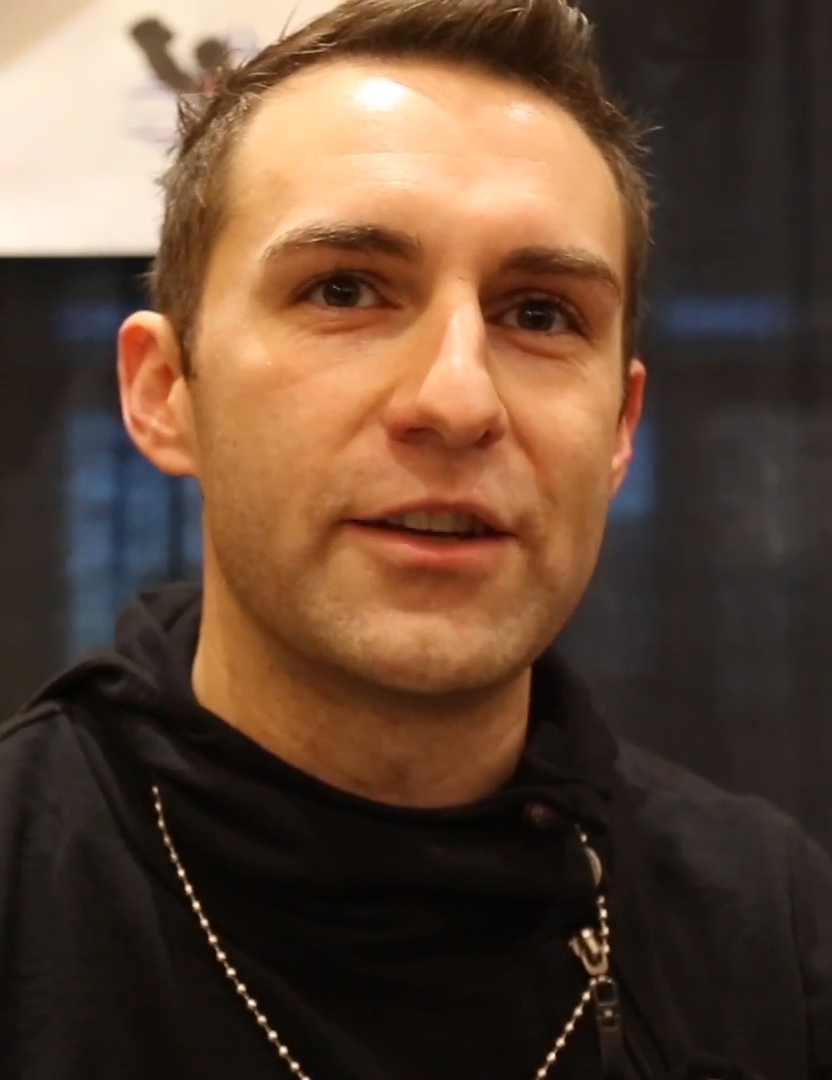
Miko Hughes (* 1986)

- Hughes, Monica (1925–2003), kanadische Kinderbuchautorin
- Hughes, Pat (1902–1997), britischer Tennisspieler
- Hughes, Pat (* 1955), kanadischer Eishockeyspieler
- Hughes, Patrick (* 1939), britischer bildender Künstler
- Hughes, Patrick (* 1978), australischer Filmregisseur, Drehbuchautor, Filmeditor und Filmproduzent
- Hughes, Patrick M. (* 1942), US-amerikanischer Militär, Generalleutnant der US Army
- Hughes, Peta (* 1987), australische Squashspielerin
- Hughes, Peter († 1954), irischer Politiker der Sinn Féin sowie der Cumann na nGaedheal
- Hughes, Phil (* 1964), nordirischer Fußballtorhüter
- Hughes, Phil (* 1986), US-amerikanischer Baseballspieler
- Hughes, Phillip (1988–2014), australischer CricketspielerPhillip Hughes (1988–2014)

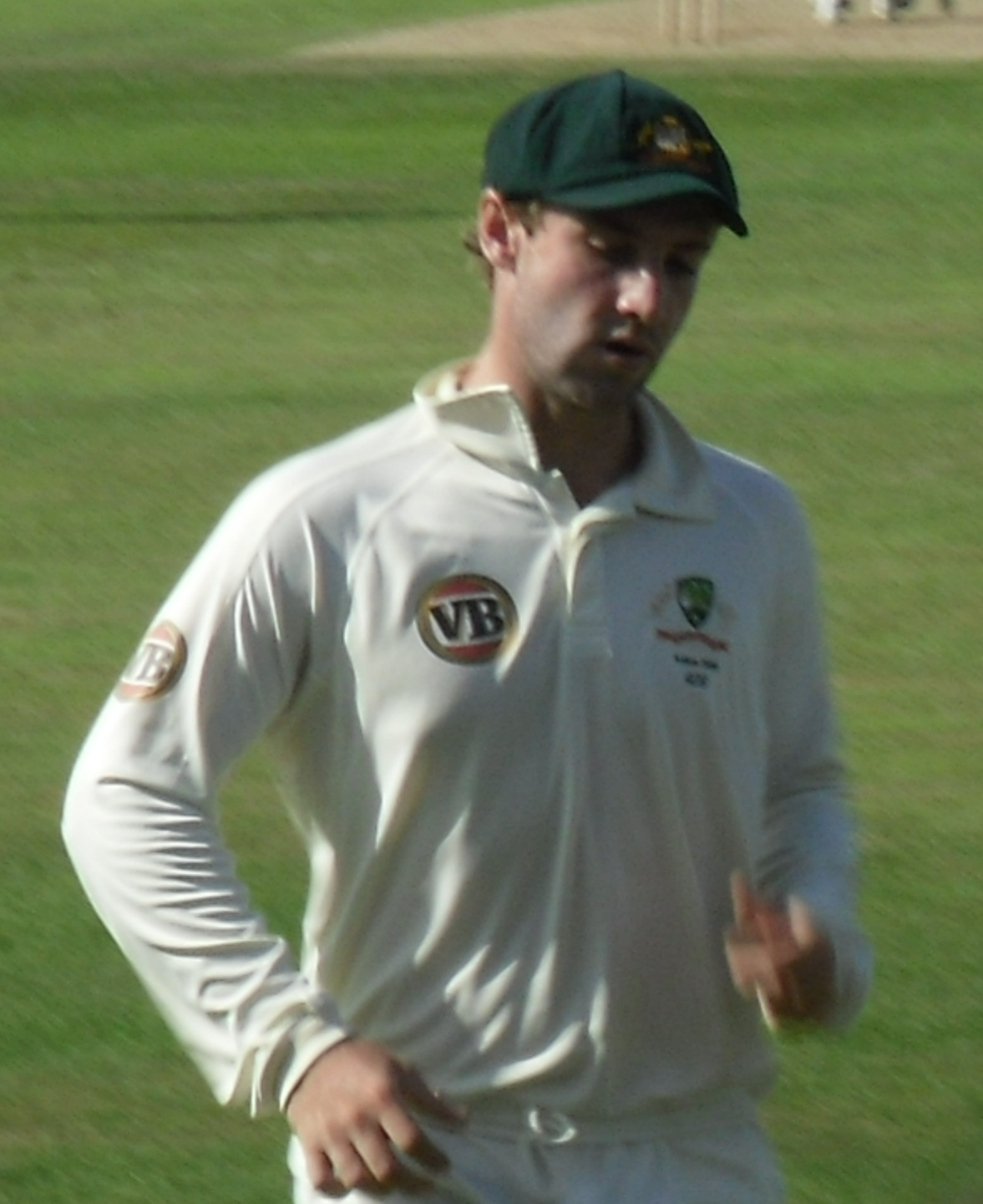
Phillip Hughes (1988–2014)

- Hughes, Quentin (1920–2004), britischer Offizier, Architekt und Hochschullehrer
- Hughes, Quinn (* 1999), US-amerikanischer Eishockeyspieler
- Hughes, Raymond (* 1952), US-amerikanischer Chorleiter und Dirigent
- Hughes, Rhonda (* 1947), US-amerikanische Mathematikerin und Hochschullehrerin
- Hughes, Rian (* 1963), britischer Grafikdesigner, Illustrator, Comic-Künstler und Schriftsteller
- Hughes, Richard (1900–1976), britischer Schriftsteller
- Hughes, Richard (* 1979), schottischer Fußballspieler
- Hughes, Richard J. (1909–1992), US-amerikanischer Politiker und Gouverneur des Bundesstaates New Jersey (1962–1970)
- Hughes, Robert (1929–1972), US-amerikanischer Filmproduzent und -regisseur
- Hughes, Robert (1930–2012), US-amerikanischer Wasserballspieler und Schwimmer
- Hughes, Robert (* 1948), australischer Schauspieler
- Hughes, Robert, Baron Hughes of Woodside (1932–2022), britischer Politiker (Labour), Mitglied des House of Commons
- Hughes, Roy, Baron Islwyn (1925–2003), britischer Life Peer und Politiker (Labour Party)
- Hughes, Ryan (* 1981), US-amerikanischer Pokerspieler
- Hughes, Sacha (* 1990), neuseeländisch-australische Tennisspielerin
- Hughes, Sam (1853–1921), kanadischer Miliz-General und Politiker
- Hughes, Sandra (* 1966), Schweizer Schriftstellerin
- Hughes, Sara (* 1995), US-amerikanische Beachvolleyballspielerin
- Hughes, Sarah (* 1985), US-amerikanische Eiskunstläuferin
- Hughes, Sarah T. (1896–1985), US-amerikanische Juristin und Politikerin
- Hughes, Séamus (1952–2022), irischer Politiker und Richter
- Hughes, Sean P. F. (1941–2025), britischer Mediziner und Professor Emeritus für Orthopädische Chirurgie
- Hughes, Shara (* 1981), amerikanische Malerin
- Hughes, Shirley (1927–2022), britische Autorin und Illustratorin
- Hughes, Simon Henry Ward (* 1951), britischer Politiker, ehemaliges Mitglied des House of Commons
- Hughes, Simon P. (1830–1906), US-amerikanischer Politiker, Gouverneur von Arkansas
- Hughes, Spike (1908–1987), englischer Jazz-Bandleader, Komponist und Journalist
- Hughes, Stephen (* 1952), britischer Politiker (Labour Party), MdEP
- Hughes, Stephen (* 1976), englischer Fußballspieler
- Hughes, Ted (1930–1998), britischer Schriftsteller
- Hughes, Thomas (1822–1896), englischer Schriftsteller, Jurist und Politiker, Mitglied des House of Commons
- Hughes, Thomas H. (1769–1839), US-amerikanischer Politiker
- Hughes, Thomas J. R. (* 1943), US-amerikanischer Ingenieur und Mathematiker
- Hughes, Thomas McKenny (1832–1917), britischer Geologe
- Hughes, Thomas P. (1923–2014), US-amerikanischer Wissenschafts- und Technikhistoriker
- Hughes, Tom (* 1985), britischer SchauspielerTom Hughes (* 1985)

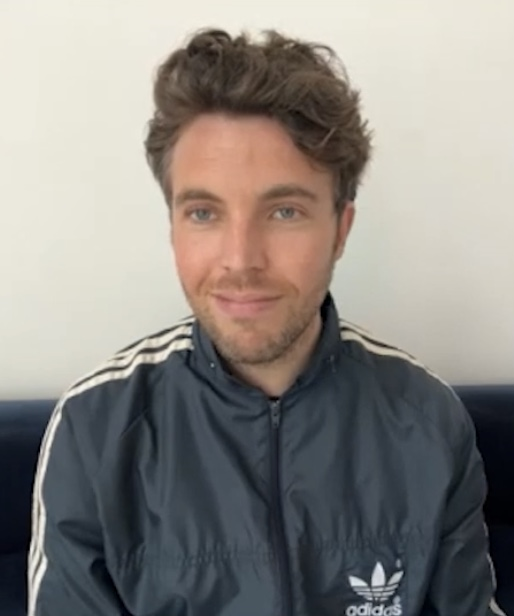
Tom Hughes (* 1985)

- Hughes, Valerie, kanadische Rechtsanwältin und Mitglied von WTO Streitbeilegungsinstanzen und Institutionen
- Hughes, Vernon (1921–2003), US-amerikanischer Experimentalphysiker
- Hughes, Vincent (* 1981), australischer Eishockeyspieler
- Hughes, Warren (* 1969), britischer Autorennfahrer
- Hughes, Wendy (1952–2014), australische Schauspielerin
- Hughes, Whitey (1920–2009), US-amerikanischer Stuntman und Schauspieler
- Hughes, Will (* 1995), englischer Fußballspieler
- Hughes, William (1872–1918), irisch-amerikanischer Politiker (Demokratische Partei)
- Hughes, William Anthony (1921–2013), US-amerikanischer Geistlicher, römisch-katholischer Bischof von Covington
- Hughes, William J. (1932–2019), US-amerikanischer Politiker
- Hughes, William Little (1822–1887), britischer Übersetzer und Autor
- Hughes, William, Baron Hughes (1911–1999), britischer Politiker
- Hughes, Zac (* 1971), australischer Fußballspieler
- Hughes, Zharnel (* 1995), britischer Sprinter anguillanischer Herkunft
- Hughes-Fulford, Millie (1945–2021), US-amerikanische Biochemikerin und Astronautin
- Hughes-Hallett, Lucy (* 1951), britische Journalistin und Schriftstellerin
- Hughes-Young, Michael, 1. Baron St Helens (1912–1980), britischer Politiker, Unterhausabgeordneter und Oberhausmitglied
- Hughley, D. L. (* 1963), US-amerikanischer Schauspieler und Stand-Up ComedianD. L. Hughley (* 1963)

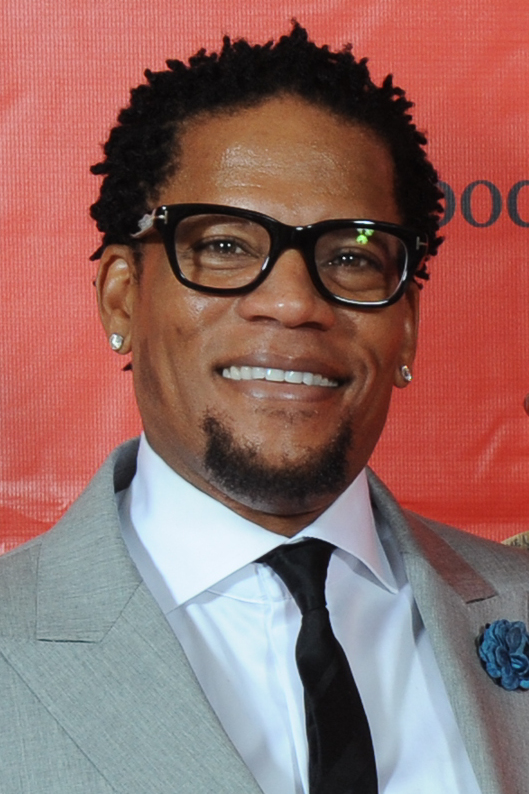
D. L. Hughley (* 1963)

- Hughston, Jonas A. (1808–1862), US-amerikanischer Jurist und Politiker
- Hughton, Chris (* 1958), irischer Fußballspieler und -trainer

### Hugi
- Hugi, Anita (* 1975), Schweizer Filmschaffende, Festivaldirektorin, Journalistin, Medienproduzentin und Fernsehredakteurin
- Hugi, Benedikt, Solothurner Venner
- Hugi, Benedikt (1593–1639), Solothurner Stadtschreiber und Offizier
- Hugi, Dor (* 1995), israelischer Fußballspieler
- Hugi, Franz Joseph († 1855), Schweizer Geologe und Alpenforscher
- Hugi, Hans (1928–2015), Schweizer Bauingenieur und Hochschullehrer
- Hügi, Josef (1930–1995), Schweizer Fussballspieler
- Hügi, Jürg (1944–2009), Schweizer Komiker
- Hugi, Urs († 1542), Solothurner Schultheiss
- Hugill, Adam (* 1997), britischer Schauspieler
- Hugill, Ashley (* 1994), englischer Snookerspieler
- Hügin, Karl Otto (1887–1963), Schweizer Maler, Zeichner, Grafiker, Kunstpädagoge und Redakteur
- Hügin, Werner (1918–2001), Schweizer Pionier der Anästhesie und Hochschullehrer an der Universität Basel
- Hüging, Engelbert (* 1957), deutscher Tischtennisspieler
- Hüging, Ina (* 1980), deutsche Schwimmerin

### Hugk
- Hugk, Rudolf (1905–1987), deutscher Maler und Grafiker

### Hugl
- Hügl, Bernard (1908–1982), jugoslawischer Fußballspieler und -trainer
- Hügl, Klaus (* 1968), deutscher Pianist, Liedbegleiter und Chorleiter
- Hugl, Laurenz (1867–1952), österreichischer Politiker (CSP), Landtagsabgeordneter, Mitglied des Bundesrates
- Hugle, Richard (1890–1960), Landesplaner
- Hügler, Elmar (1933–2021), deutscher Fernsehjournalist und Dokumentarfilmer
- Hugler, Karoline (* 1980), deutsche Schauspielerin
- Hügli, Anton (* 1939), Schweizer Philosoph
- Hügli, Martina (* 1969), Schweizer Schriftstellerin
- Hügli, Michael (* 1995), Schweizer Eishockeyspieler
- Hüglin von Schönegg, päpstlicher Heerführer und Marschall
- Hüglin, Balthasar, Schweizer Baumeister und Bildhauer
- Hüglin, Heinz (* 1950), deutscher Langstreckenläufer
- Hüglin, Johann († 1527), deutscher evangelischer Märtyrer
- Hüglin, Otto (1857–1943), badischer Geschäftsmann und Hotelbesitzer
- Hüglin, Willi (1926–2013), deutscher Politiker (SPD)
- Hügline, Elsbeth († 1528), deutsche Protagonistin des Täufertums
- Huglmann, Joseph (1768–1839), österreichischer Pianist, Komponist und Musiklehrer
- Huglo, Michel (1921–2012), französischer Musikwissenschaftler
- Hügly, Philipp (1879–1963), deutscher Politiker (SPD/USPD/KPD), MdL Bayern

### Hugm
- Hugman, Barry (* 1941), britischer Autor

### Hugn
- Hugnet, Georges (1906–1974), französischer Dichter

### Hugo
- Hugo, Bischof von Würzburg (983–990)
- Hugo († 914), Abt des Klosters Reichenau (913)
- Hugo († 879), Sohn des ostfränkischen Königs Ludwig III.
- Hugo, einziger Sohn des Königs Lothar II. von Lotharingien
- Hugo Abbas († 886), Abt in mehreren französischen Klöstern
- Hugo Capet († 996), König von Frankreich (987–996)Hugo Capet († 996)

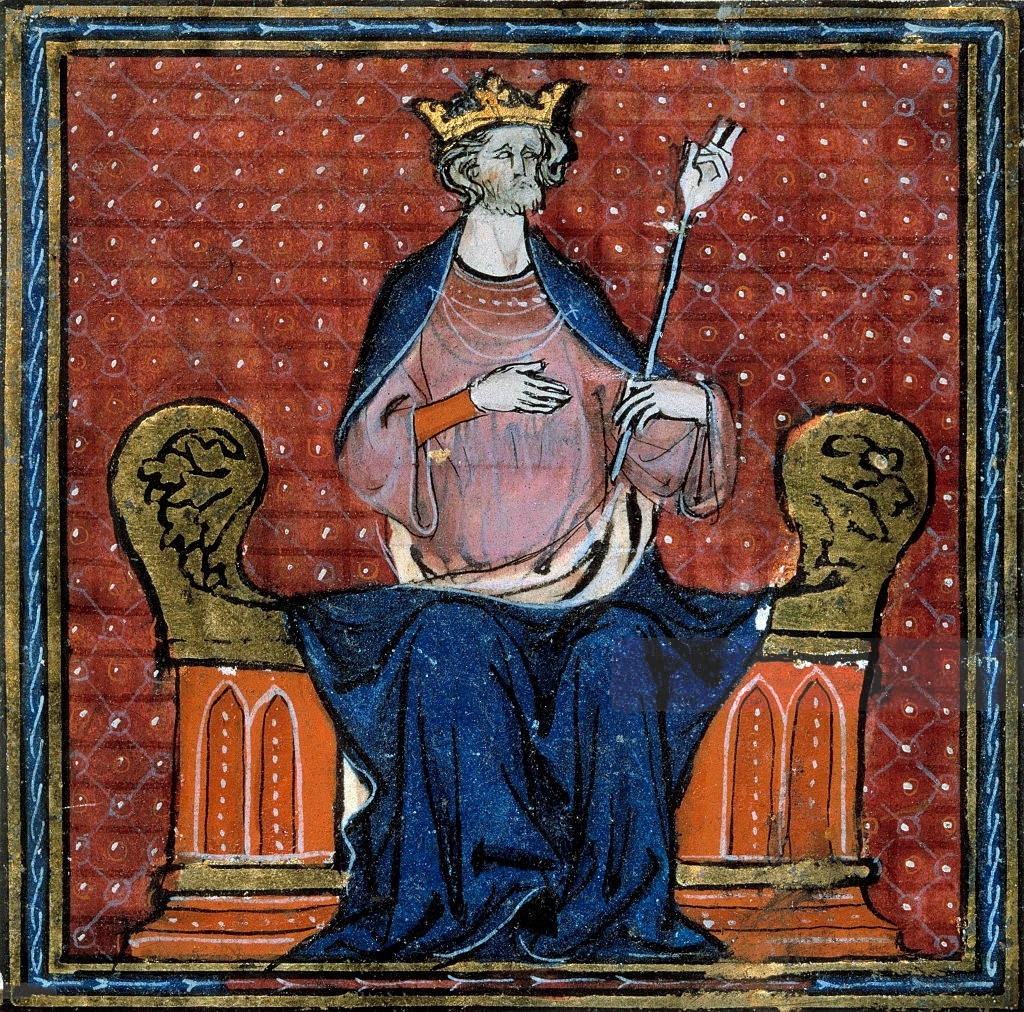
Hugo Capet († 996)

- Hugo de Folieto, Geistlicher und Schriftsteller
- Hugo de Porta Ravennate, italienischer Glossator
- Hugo de Prato Florido († 1322), italienischer Dominikaner, Verfasser von Musterpredigten
- Hugo der Große († 956), Herzog der Franken
- Hugo der Schwarze († 952), Herzog von Burgund, Graf und Markgraf von Provence
- Hugo Falcandus, normannischer Chronist
- Hugo Garnier, Herr von Caesarea
- Hugo I., Graf von Tübingen
- Hugo I., Stiftspropst von Berchtesgaden, Dompropst von Salzburg
- Hugo I. († 979), erster Bischof des Bistums Zeitz
- Hugo I., Herr des Ponthieu, Herr von Abbeville
- Hugo I. († 1126), Graf von Troyes und Graf von Champagne
- Hugo I., Pfalzgraf von Tübingen
- Hugo I. († 1155), Graf von Vaudémont
- Hugo I. († 1228), Graf von Montfort-Feldkirch aus dem Geschlecht der Pfalzgrafen von TübingenHugo I. († 1228)
- Hugo I. († 1322), Herr von Arlay

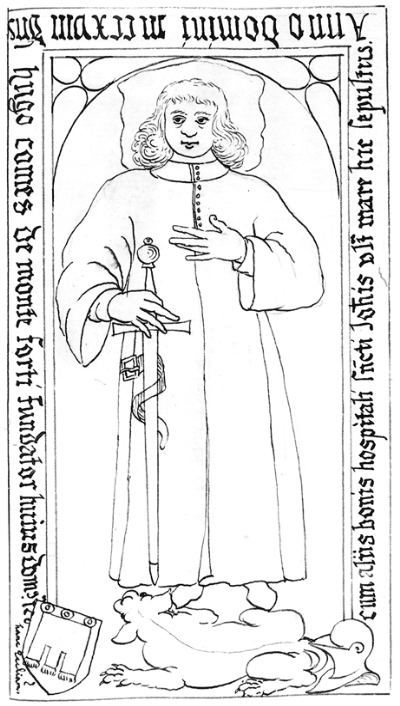
Hugo I. († 1228)

- Hugo I. († 947), König von Niederburgund, Italienischer König
- Hugo I. (1057–1093), Herzog von Burgund
- Hugo I. (1195–1218), König von Zypern
- Hugo I. Embriaco, genuesischer Admiral, Herr von Gibelet
- Hugo I. von Châtillon († 1248), Graf von Blois, Dunois und Saint-Pol
- Hugo I. von Jaffa, Herr von Le Puiset, Graf von Jaffa
- Hugo I. von Le Puiset († 1094), Herr von Le Puiset und Vizegraf von Chartres
- Hugo I. von Lusignan, Herr von Lusignan
- Hugo I. von Nagold, Vorfahre der Pfalzgrafen von Tübingen
- Hugo I. von Werdenberg-Heiligenberg († 1280), Graf von Werdenberg-Heiligenberg
- Hugo II., Bischof des Bistums Zeitz
- Hugo II. († 1052), Graf von Ponthieu
- Hugo II. († 1182), Pfalzgraf von Tübingen; Begründer des Klosters Marchtal
- Hugo II. († 1210), Stiftspropst von Berchtesgaden
- Hugo II., Graf von Saint-Pol
- Hugo II. († 1143), Herzog von Burgund
- Hugo II. († 1242), Graf von Vaudémont
- Hugo II. (1252–1267), König von Zypern
- Hugo II. (1258–1307), Graf von Blois und Dunois
- Hugo II. Embriaco, Herr von Gibelet
- Hugo II. von Jaffa, Graf von Jaffa
- Hugo II. von Lusignan († 967), Herr von Lusignan
- Hugo II. von Saint-Omer († 1204), Titularfürst von Galiläa
- Hugo II. von Werdenberg-Heiligenberg, Graf von Werdenberg-Heiligenberg
- Hugo III., Graf von Maine
- Hugo III., Vizegraf von Châtellerault
- Hugo III., Graf von Saint-Pol
- Hugo III. († 1192), Herzog von Burgund
- Hugo III., Graf von Vaudémont
- Hugo III. († 1284), König von Zypern
- Hugo III. Embriaco, Herr von Gibelet
- Hugo III. von Le Puiset, Herr von Le Puiset, Graf von Corbeil
- Hugo III. von Lusignan († 1012), Herr von Lusignan
- Hugo IV. († 1205), Graf von Saint-Pol
- Hugo IV. († 1267), Pfalzgraf von Tübingen und Vogt von Blaubeuren
- Hugo IV. († 1051), Graf von Maine
- Hugo IV. (1212–1272), Herzog von Burgund
- Hugo IV. (1294–1359), König von Zypern (1324–1359)
- Hugo IV. von Le Puiset († 1189), Herr von Le Puiset, Vizegraf von Chartres und Graf von Bar-sur-Seine
- Hugo IV. von Lusignan († 1026), Herr von Lusignan
- Hugo IX. von Lusignan († 1219), Graf von La Marche
- Hugo l’Aleman, Adliger im Königreich Jerusalem
- Hugo l’Aleman († 1264), Adliger im Königreich Jerusalem
- Hugo Metellus, Regularkanoniker und Lehrer
- Hugo Primas, französischer Vagantendichter
- Hugo Ripelin von Straßburg, Dominikanertheologe aus dem Elsass
- Hugo Sans-Avoir, Herr von Le Puy, Konstabler von Tripolis
- Hugo Spechtshart von Reutlingen (* 1285), deutscher Schulmann, Chronist und Musiktheoretiker
- Hugo V. († 1131), Graf bzw. Titulargraf von Maine
- Hugo V. († 1191), Vizegraf von Châteaudun
- Hugo V. (1294–1315), Herzog von Burgund und des Königreichs Thessaloniki
- Hugo V. von Lusignan († 1060), Herr von Lusignan
- Hugo V. von Tübingen (1259–1277), Pfalzgraf von Tübingen
- Hugo VI. von Lusignan († 1102), Graf von La Marche, Kreuzritter
- Hugo VIII. von Lusignan († 1173), Graf von La Marche
- Hugo von Besmedin, Herr von Besmedin
- Hugo von Bonnevaux, Abt und Heiliger der römisch-katholischen Kirche
- Hugo von Boves († 1215), französischer Ritter
- Hugo von Brienne († 1296), Graf von Brienne und Lecce
- Hugo von Burgund († 1037), Bischof von Lausanne
- Hugo von Chalon († 1266), Pfalzgraf von Burgund
- Hugo von Chalon († 1312), Bischof von Lüttich und Erzbischof von Besançon
- Hugo von Cluny (1024–1109), Abt der Benediktinerabtei Cluny
- Hugo von Coligny († 1205), Fürst von Coligny
- Hugo von Crécy, Herr von Crécy-en-Brie, Gournay-sur-Marne, Kastellan von Châteaufort und Gometz, Seneschall von Frankreich
- Hugo von Die († 1106), Bischof und päpstilcher Legat
- Hugo von Digne († 1256), Franziskaner
- Hugo von Falkenberg († 1106), Fürst von Galiläa
- Hugo von Flavigny (* 1065), Mönch von St.-Vannes
- Hugo von Fleury, französischer Benediktinermönch und Chronist
- Hugo von Floreffe, Prämonstratensermönch und mittellateinischer Autor, der um 1228 in Floreffe (bei Namur) wirkte
- Hugo von Fosses († 1164), Abt der Abtei Prémontré, dem Mutterkloster der Prämonstratenser
- Hugo von Frankreich (1007–1025), französischer König, Mitkönig Roberts II.
- Hugo von Genf († 1020), Bischof von Genf
- Hugo von Grenoble (1053–1132), französischer Bischof
- Hugo von Hasenburg († 1180), Bischof von Basel
- Hugo von Hildesheim, Groß- und Fernkaufleute der Hanse
- Hugo von Ibelin, Ritter aus dem Haus Ibelin
- Hugo von Ibelin, Herr von Ibelin und Ramla
- Hugo von Jabala, Bischof von Dschabala
- Hugo von Langenstein, mittelhochdeutscher Dichter
- Hugo von Lannoy (1384–1456), Angehöriger des westflämischen Adels
- Hugo von Lincoln (1140–1200), Bischof von Lincoln, Heiliger der römisch-katholischen und der anglikanischen Kirche
- Hugo von Lusignan († 1169), Regent von Lusignan und La Marche
- Hugo von Mâcon, französischer Autor
- Hugo von Montfort (1357–1423), Dichter im späten Mittelalter
- Hugo von Müneck, Ritter
- Hugo von Payns († 1136), französischer Ritter, Gründer und Großmeister des TemplerordensHugo von Payns († 1136)

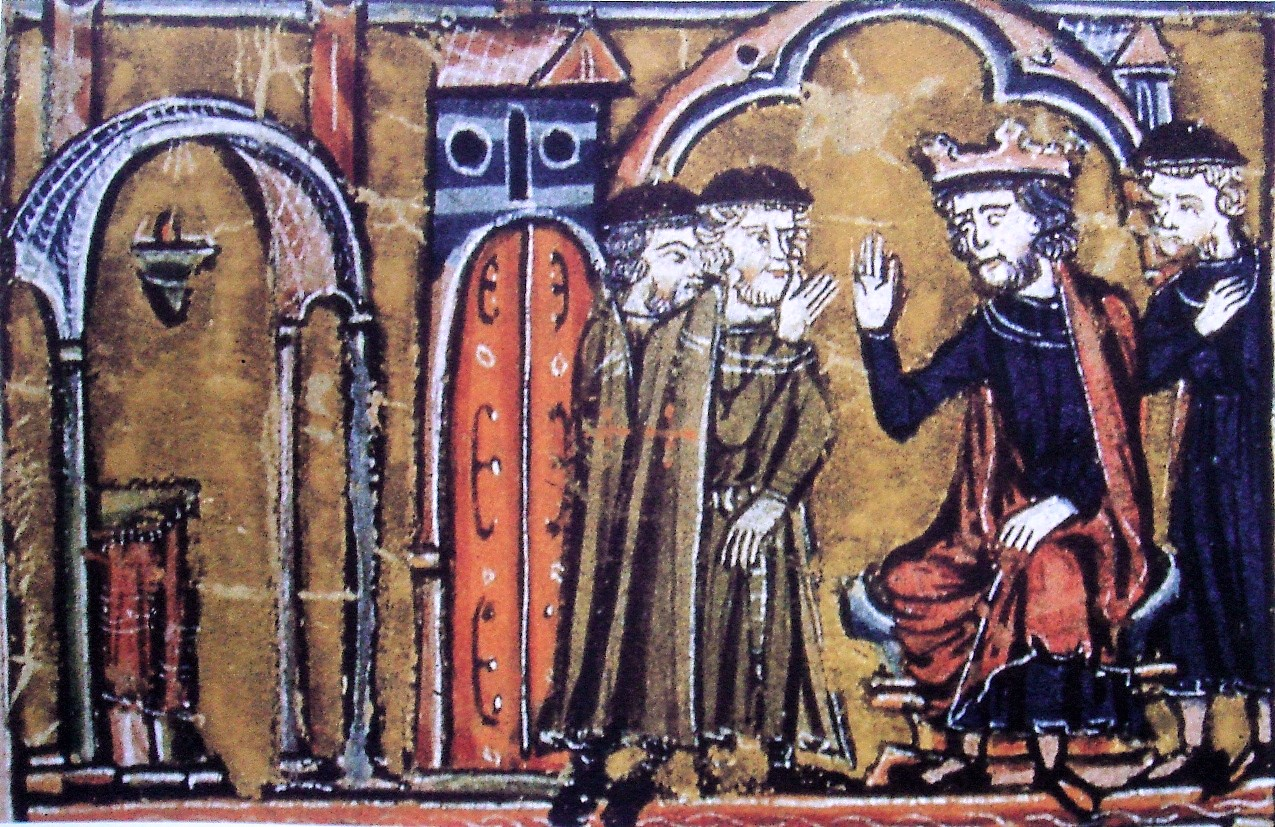
Hugo von Payns († 1136)

- Hugo von Rouen († 730), römisch-katholischer Bischof
- Hugo von Saint-Cher († 1263), Dominikaner, Kardinal und Diplomat
- Hugo von Saint-Quentin († 844), Sohn Karls des Großen, Erzkanzler Ludwigs des Frommen
- Hugo von Santalla, spanischer Übersetzer arabischer Manuskripte
- Hugo von Schwarzburg-Sondershausen (1839–1871), Prinz von Schwarzburg-Sondershausen
- Hugo von Sitten, Bischof von Sitten
- Hugo von Spitzemberg, Lothar (1868–1930), preußischer Kammerherr und Landrat
- Hugo von Sponheim († 1137), Erzbischof des Erzbistums Köln
- Hugo von St. Viktor († 1141), Theologe und PhilosophHugo von St. Viktor († 1141)

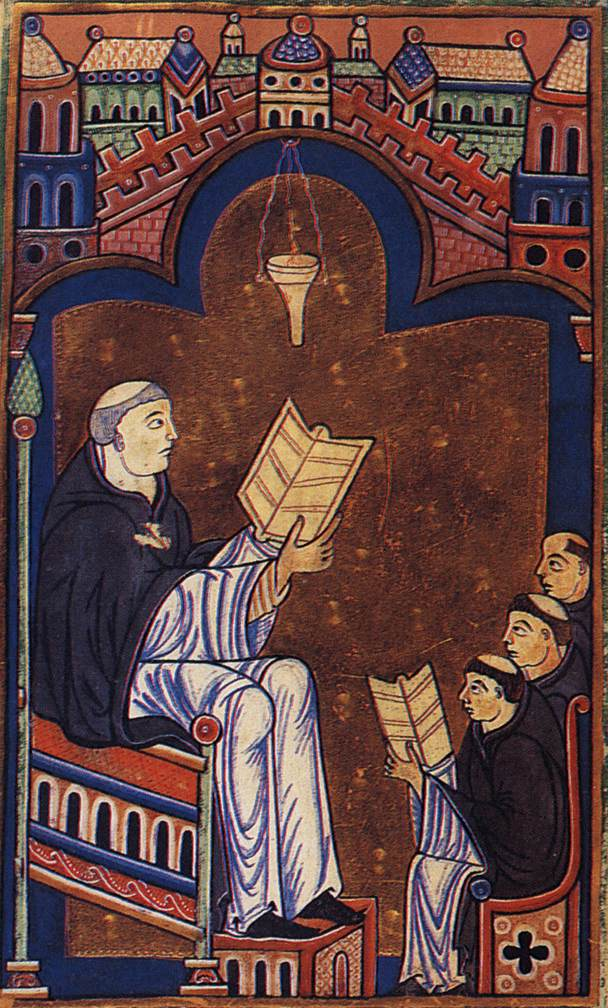
Hugo von St. Viktor († 1141)

- Hugo von Tours († 837), Graf von Tours
- Hugo von Trimberg, didaktischer Schriftsteller des Mittelalters
- Hugo von Tuszien († 1001), Markgraf von Tuszien
- Hugo von Verden († 1180), Bischof von Verden (1167–1180)
- Hugo von Vermandois (920–962), Erzbischof von Reims (925–931 und 940–946)
- Hugo von Vermandois (1057–1101), Graf von Valois und Vermandois und Anführer des Ersten Kreuzzugs
- Hugo von VII. Lusignan († 1151), Graf von La Marche, Kreuzritter
- Hugo X. von Lusignan († 1249), Herr von Lusignan, Graf von La Marche und Angoulême
- Hugo XI. von Lusignan (1221–1250), Herr von Lusignan, Graf von La Marche und Angoulême
- Hugo XI. von Werdenberg, Graf von Werdenberg-Heiligenberg
- Hugo XII. von Lusignan († 1270), Herr von Lusignan, Graf von La Marche und Angoulême
- Hugo XIII. von Lusignan (1259–1303), Herr von Lusignan, Graf von La Marche und Angoulême
- Hugo, Abel (1798–1855), französischer Essayist
- Hugo, Adèle (1830–1915), französische Komponistin und Autorin
- Hugo, Aemil (1802–1860), deutscher Jurist und Politiker
- Hugo, August Johann von (1686–1760), deutscher Mediziner
- Hugo, Chad (* 1974), US-amerikanischer MusikproduzentChad Hugo (* 1974)

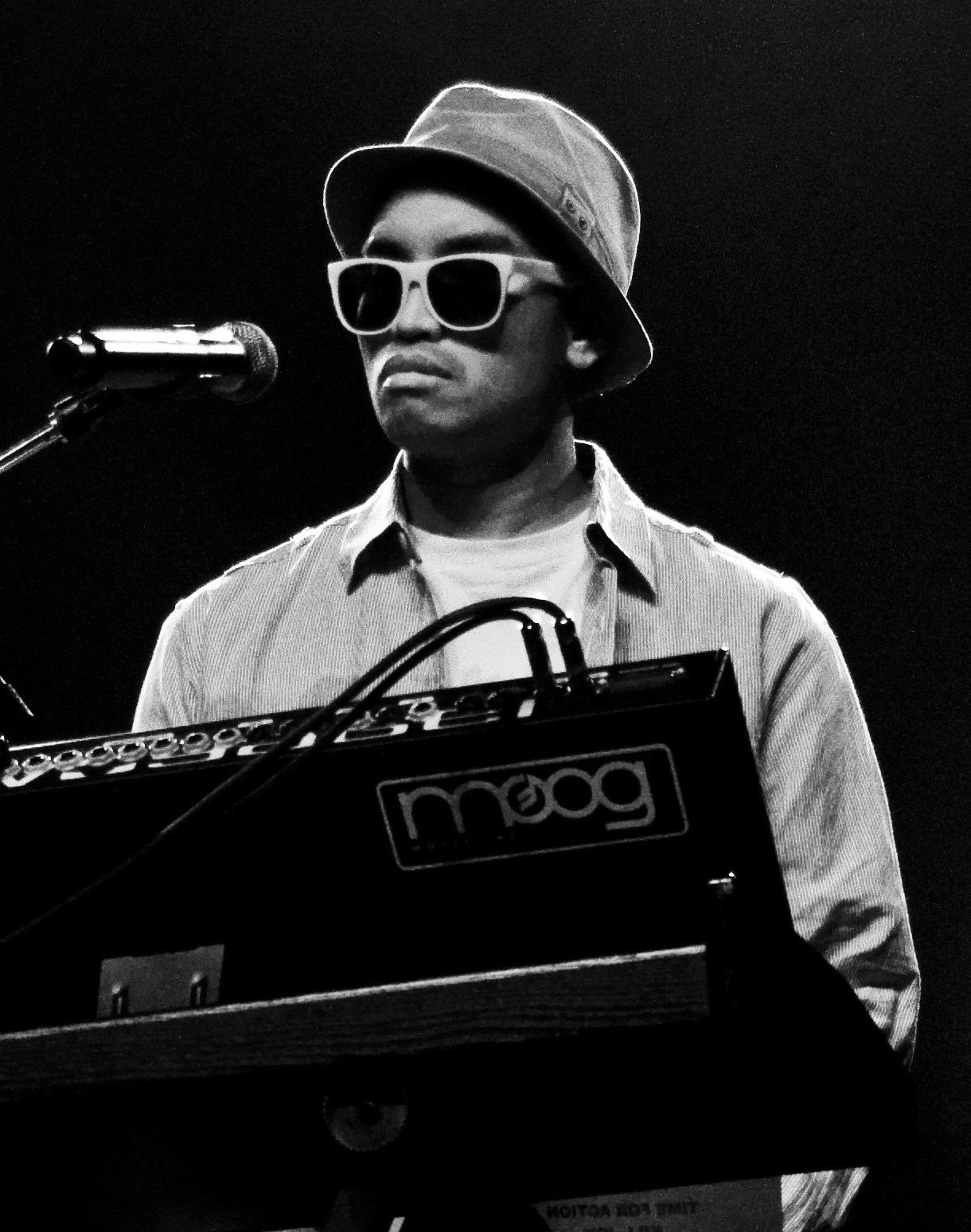
Chad Hugo (* 1974)

- Hugo, Charles, französischer Segler
- Hugo, Christian (* 1962), deutscher Mediziner mit dem Spezialgebiet Nephrologie
- Hugo, Christian Johann Brandan († 1804), deutscher Bibliothekar
- Hugo, Conrad von (1844–1911), preußischer General der Infanterie
- Hugo, Dan (* 1985), südafrikanischer Triathlet
- Hugo, Dorette (* 1965), deutsche Synchronsprecherin
- Hugo, Fernande von (* 1854), deutsche Landschaftsmalerin
- Hugo, Francis (1870–1930), US-amerikanischer Jurist und Politiker (Republikanische Partei)
- Hugo, Gustav (1764–1844), deutscher Jurist
- Hugo, Hasso von (* 1946), deutscher Maskenbildner
- Hugo, Hector (* 1972), mexikanischer Schauspieler
- Hugo, Herman (1588–1629), Jesuit und Poet
- Hugo, Joseph Léopold Sigisbert (1773–1828), französischer General
- Hugo, Klaus (1928–2007), deutscher Komponist und Musikproduzent
- Hugo, Leda (* 1963), mosambikanische Agrarwissenschaftlerin und Politikerin (FRELIMO)
- Hugo, Léopoldine (1824–1843), älteste Tochter von Victor Hugo und Adèle Foucher
- Hugo, Ludolf (1632–1704), deutscher Jurist und Politiker
- Hugo, Ludwig Maria (1871–1935), römisch-katholischer Geistlicher, Bischof von Mainz (1921–1935)
- Hugo, Manfred (* 1942), deutscher Jurist und Verwaltungsbeamter
- Hugo, Melchior von (1872–1939), deutscher Offizier, Maler und Bildhauer
- Hugo, Michael (* 1962), deutscher PolitikerMichael Hugo (* 1962)

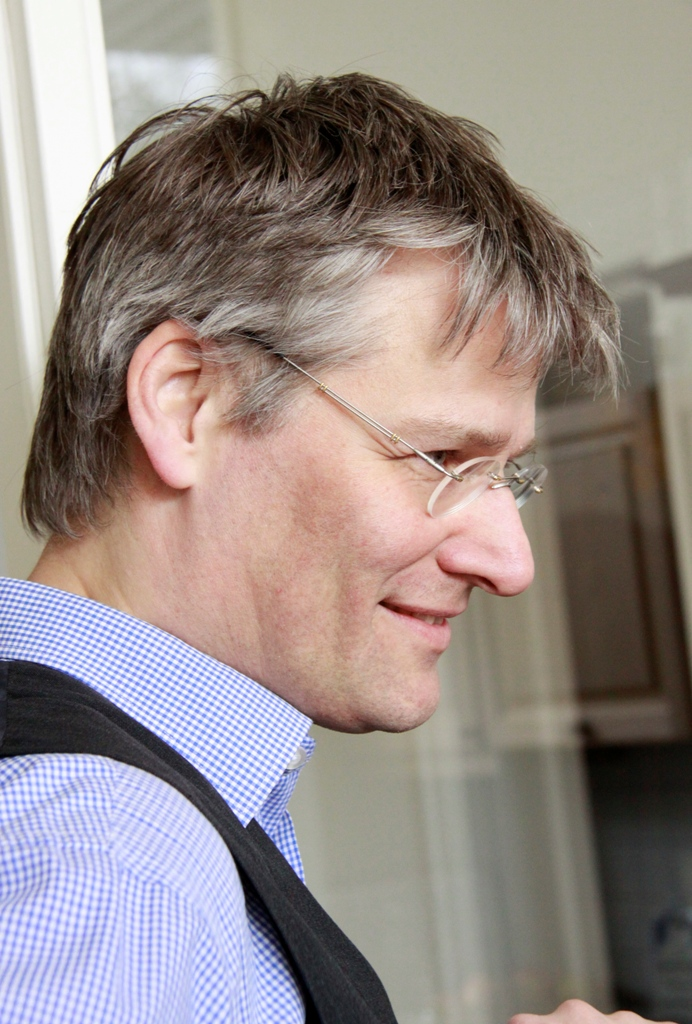
Michael Hugo (* 1962)

- Hugo, Michel (1930–2010), französisch-amerikanischer Kameramann
- Hugo, Nana von (1936–2001), deutsche Designerin und Architektin
- Hugo, Otto (1878–1942), deutscher Politiker (DVP), MdR
- Hugo, Pieter (* 1976), südafrikanischer Fotograf
- Hugo, Uschi (* 1972), deutsche Synchronsprecherin
- Hugo, Valentine (1887–1968), französische Malerin, Illustratorin, Kostümbildnerin und Autorin
- Hugo, Victor (1802–1885), französischer Schriftsteller der RomantikVictor Hugo (1802–1885)

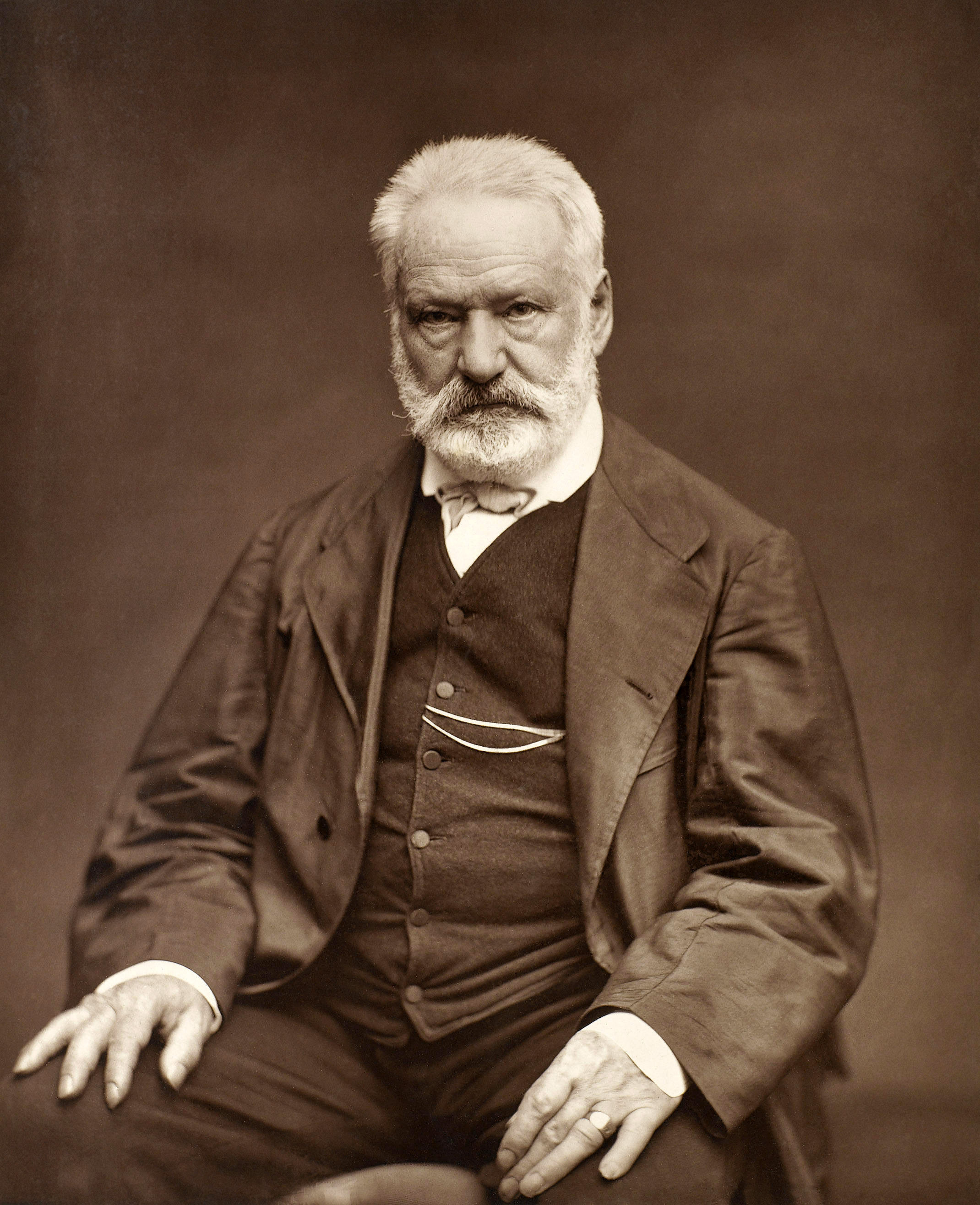
Victor Hugo (1802–1885)

- Hugo-Lancelot von Lusignan, Kardinal der römisch-katholischen Kirche
- Hugobert, Seneschall der Merowinger
- Hugon, Gaud-Amable (1783–1862), französischer Vizeadmiral, Gouverneur und Politiker
- Hugon, Georges (1904–1980), französischer Komponist
- Hugonet, Jean (* 1999), französischer Fußballspieler
- Hugonet, Philibert († 1484), Kardinal und Bischof von Mâcon
- Hugonin, Flavien (1823–1898), französischer Bischof
- Hugoniot, Pierre-Henri (1851–1887), französischer Ingenieur und Physiker
- Hugonnai, Vilma (1847–1922), ungarische Ärztin
- Hugonnet, Schweizer Basketballspielerin
- Hugonnier, Auguste (1911–2001), französischer kommunistischer Politiker, Mitglied der Nationalversammlung
- Hugoson, Julius Jimenez (* 2005), schwedischer Schauspieler
- Hugosson, Kristina (* 1963), schwedische Skilangläuferin
- Hugosson, Mattias (* 1974), schwedischer Fußballtorhüter
- Hugot, Antoine (1761–1803), französischer Flötist, Hochschullehrer und Komponist
- Hugot, Claude (1929–1978), französischer Schachspieler
- Hugot, Leo (1925–1982), deutscher Architekt und BauhistorikerLeo Hugot (1925–1982)

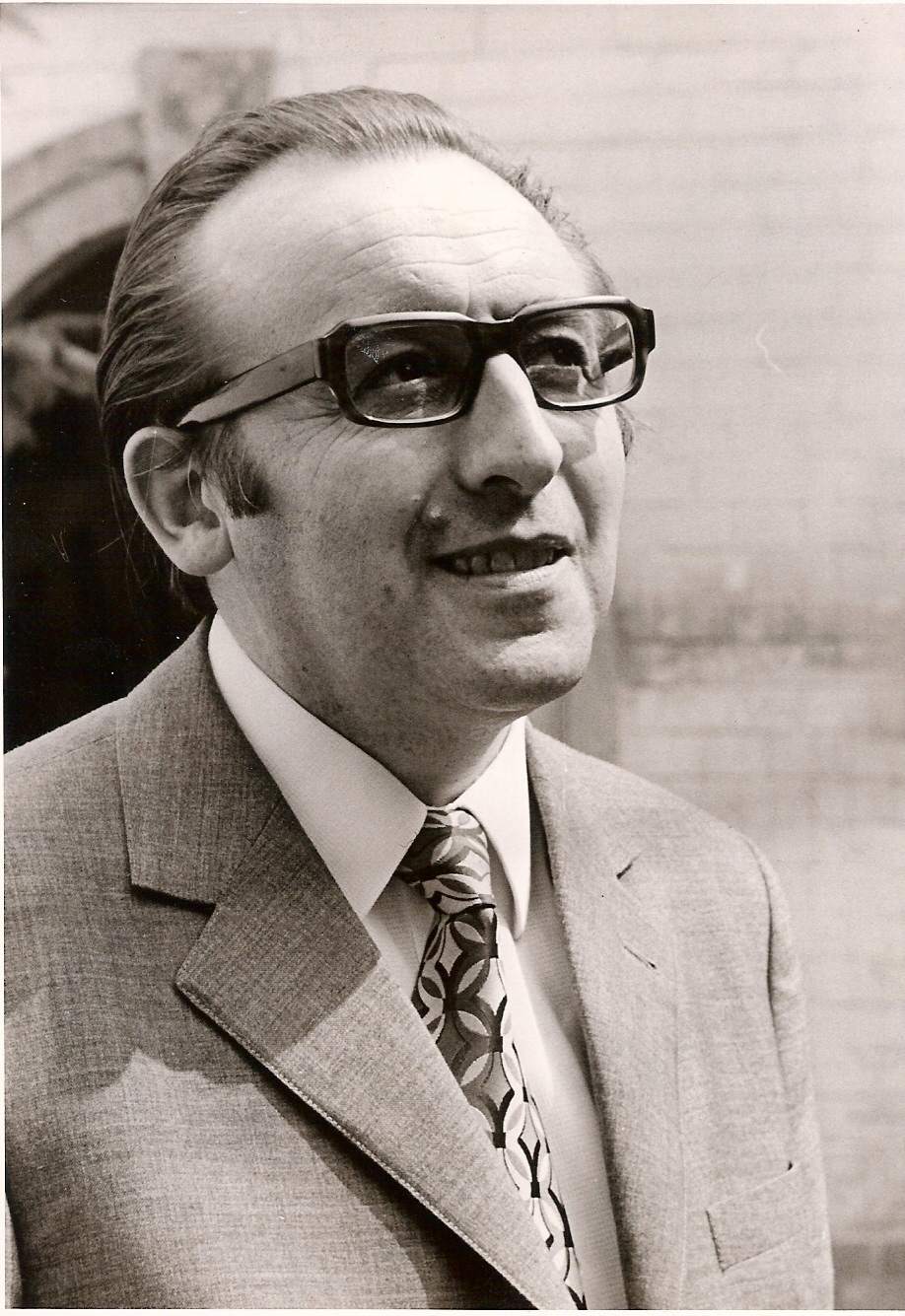
Leo Hugot (1925–1982)

### Hugs
- Hugsted, Petter (1921–2000), norwegischer Skispringer

### Hugu
- Huguccio († 1210), Kirchenrechtler im Mittelalter
- Hugueney Filho, Clodoaldo (1943–2015), brasilianischer Diplomat
- Huguenin, Adèle (1856–1933), Schweizer Schriftstellerin und Lehrerin
- Huguenin, André (1929–2007), Schweizer Skilangläufer
- Huguenin, Anthony (* 1991), Schweizer Eishockeyspieler
- Huguenin, Bruno (1880–1964), deutscher Jurist im Genossenschaftswesen
- Huguenin, Claire (1954–2018), Schweizer Privatrechtlerin und Professorin an der Universität Zürich
- Huguenin, Elisabeth (1885–1970), Schweizer Pädagogin, Autorin und Feministin
- Huguenin, Gustav (1840–1920), Schweizer Psychiater, Neurologe, Internist und Entomologe
- Huguenin, Jean-René (1936–1962), französischer Schriftsteller
- Huguenin, John (1930–2015), niederländischer Fußballspieler
- Huguenin, Marcel (1930–2020), Schweizer Skilangläufer
- Huguenin, Marianne (* 1950), Schweizer Politikerin (PdA)
- Huguenin, Max (1871–1940), deutscher Maurer, Zimmermann und Architekt sowie Stadtbaumeister in Lehrte
- Huguenin, Oscar (1842–1903), Schweizer Schriftsteller und Maler
- Huguenot van der Linden, Charles (1909–1987), niederländischer Filmproduzent und -regisseur
- Huguenot van der Linden, Martina († 1988), niederländische Filmproduzentin
- Hugues Aycelin († 1297), französischer Theologe und Kardinal
- Hugues d’Arcis, Seneschall von Carcassonne, Seneschall von Toulouse
- Hugues de Beauvais, Pfalzgraf von Frankreich; Comte du Palais
- Hugues de Blois, Erzbischof von Bourges
- Hugues de Châtillon-Dampierre, französischer Adliger und Militär; Großmeister von Armbrustschützen
- Hugues de Grandmesnil († 1098), normannischer Adliger
- Hugues de la Roche († 1398), französischer Adliger
- Hugues de Revel († 1277), Großmeister des Malteserorden
- Hugues de Saint-Pol, Großmeister des Lazarusordens
- Hugues de Surgères († 1212), Vizegraf von Châtellerault
- Hugues d’Eu, Bischof von Lisieux
- Hugues d’Hancarville, Pierre-François (1719–1805), französischer Abenteurer, Altertumsforscher und Kunsthistoriker
- Hugues II. de Montfort, normannischer Adliger
- Hugues Quiéret (1290–1340), französischer Adliger, Admiral und Heerführer
- Hugues Roger (1293–1363), Kardinal, Camerlengo
- Hugues, Clovis (1851–1907), französischer Autor und Politiker, Mitglied der Nationalversammlung
- Hugues, François (1896–1965), französischer Fußballspieler und -trainer
- Hugues, Guillaume d’ (1690–1774), französischer Erzbischof
- Hugues, Pascale (* 1959), französische Journalistin und Schriftstellerin
- Hugues, Pierre d’ (1873–1961), französischer Fechter
- Hugues, Theodor (1803–1871), französischer evangelischer Pfarrer, Hugenotte, Pietist und Person der Erweckungsbewegung
- Hugues, Theodor (1937–2022), deutscher Architekt und Hochschullehrer
- Hugues, Victor (1762–1826), französischer Kolonialverwalter
- Hugues, Wilhelm (1905–1971), deutscher Bildhauer und Maler
- Hugues-Lambert, Robert (1908–1945), französischer Schauspieler und NS-Opfer
- Huguet († 1438), portugiesischer Baumeister
- Huguet, Edmond (1863–1948), französischer Romanist
- Huguet, François-Armand (1699–1765), französischer Schauspieler
- Huguet, Jaume († 1492), katalanischer Maler
- Huguet, Raymond (1938–2022), französischer Radrennfahrer
- Huguet, Sonia (* 1975), französische Radrennfahrerin
- Huguet, Vincent (* 1976), französischer Historiker, Kunsthistoriker und Opernregisseur
- Huguet, Yann (* 1984), französischer Radrennfahrer
- Huguetan, Jean Henri (1667–1749), französischer Bankier in Dänemark
- Hugunin, Daniel junior (1790–1850), US-amerikanischer Politiker
- Hugus, Ed (1923–2006), US-amerikanischer Automobilrennfahrer

### Hugw
- Hugwald, Ulrich (1496–1571), Schweizer Gelehrter, Lehrer und reformatorischer Schriftsteller